# Terroranschläge am 11. September 2001
Die Terroranschläge am 11. September 2001 (kurz 11. September oder englisch 9/11) waren vier koordinierte Flugzeugentführungen mit nachfolgenden Selbstmordattentaten auf symbolträchtige zivile und militärische Gebäude in den Vereinigten Staaten von Amerika. Sie wurden vom islamistischen Terrornetzwerk al-Qaida unter der Führung von Osama bin Laden geplant und von 19 seiner Mitglieder verübt, darunter 15 Staatsangehörigen Saudi-Arabiens. Die Entführer steuerten zwei Flugzeuge in die Zwillingstürme des World Trade Centers in Manhattan, ein weiteres in das Pentagon bei Washington, D.C.; das vierte brachten sie im Kampf mit den Passagieren bei Shanksville (Pennsylvania) zum Absturz. Mit insgesamt 2996 Todesopfern und über 6000 Verletzten war das Ereignis der bisher schwerste Terroranschlag der Geschichte. Hauptfolge war der langjährige Antiterrorkrieg der USA und ihrer Verbündeten. Der 11. September 2001 wird daher mitunter als historische Zäsur gedeutet.

## Überblick
Am Morgen des 11. September entführten die Terroristen in drei Fünfergruppen und einer Vierergruppe vier Passagierflugzeuge. Um 8:46 Uhr Ortszeit wurde zunächst American-Airlines-Flug 11 in den Nordturm des World Trade Centers (WTC) in New York City manövriert. Der um 9:03 Uhr nachfolgende Einschlag von United-Airlines-Flug 175 in den Südturm der Twin Towers wurde bereits weltweit live im TV gesendet. Beide Wolkenkratzer kollabierten im Laufe der folgenden anderthalb Stunden komplett, nachdem ein anhaltender Brand die tragenden Strukturen geschwächt hatte. Zahlreiche umstehende Gebäude wurden durch Trümmer zerstört oder stark beschädigt. Am späten Nachmittag des 11. September stürzte schließlich das WTC 7 ein. Der Kollaps des 186 Meter hohen Bürogebäudes und weitere Umstände der Anschläge sind Gegenstand zahlreicher Verschwörungstheorien zum 11. September 2001.
Um 9:37 Uhr steuerte eine Entführergruppe American-Airlines-Flug 77 ins Pentagon, den Hauptsitz des US-Verteidigungsministeriums bei Washington, D.C. Der zuletzt gekaperte United-Airlines-Flug 93 wurde nach Kämpfen mit Passagieren vom Piloten der Entführer bei Shanksville im US-Bundesstaat Pennsylvania um 10:03 Uhr zum Absturz gebracht und verpasste als einziges der vier entführten Flugzeuge das anvisierte Ziel. Die als terroristischer Massenmord eingestuften Anschläge forderten 2.996 Menschenleben aus 92 Ländern, darunter elf Opfer aus Deutschland und zwei Schweizer Staatsangehörige. Zum Gedenken wurden zahlreiche Erinnerungsstätten geschaffen, darunter das National September 11 Memorial and Museum, das Pentagon-Memorial und das Flight 93 National Memorial.
Unmittelbar nach den Anschlägen proklamierte US-Präsident George W. Bush den Krieg gegen den Terror. Im Zuge der Militäroperation Enduring Freedom begann am 7. Oktober 2001 ein neuer Krieg in Afghanistan, wobei das Ziel verfolgt wurde, die seit 1996 herrschende Taliban-Regierung zu stürzen und al-Qaida zu bekämpfen. Eine US-Spezialeinheit liquidierte al-Qaida-Gründer Osama Bin Laden im Rahmen der Operation Neptune Spear am 2. Mai 2011. Zur Begründung des Irakkriegs 2003 bezog sich die US-Regierung ebenfalls auf die Anschläge vom 11. September 2001, obwohl Zweifel seitens zahlreicher NATO-Verbündeter bestanden. Laut einer Studie des IPPNW sind in diesem „Krieg gegen den Terror“ bis 2015 weit über eine Million Menschen getötet worden.
Den am 14. September 2001 in den USA ausgerufenen Ausnahmezustand verlängerten alle folgenden US-Regierungen Jahr für Jahr, zuletzt 2024. Einige Autoren sprechen daher von einem permanenten Ausnahmezustand, der zum Normalzustand geworden sei. Infolge der Anschläge erließen Regierungen weltweit bis mindestens 2011 neue Gesetze zur Terrorismusbekämpfung, die häufig im Spannungsverhältnis zwischen individueller Freiheit und kollektiver Sicherheit standen.

## Anschläge

### Ablauf
| Zeit (Ortszeit) | Ereignis                                   |
| --------------- | ------------------------------------------ |
| 08:46 Uhr       | Flug AA 11 schlägt im WTC 1 (Nordturm) ein |
| 09:03 Uhr       | Flug UA 175 schlägt im WTC 2 (Südturm) ein |
| 09:37 Uhr       | Flug AA 77 fliegt in das Pentagon          |
| 09:59 Uhr       | WTC 2 stürzt ein                           |
| 10:03 Uhr       | Flug UA 93 stürzt bei Shanksville ab       |
| 10:28 Uhr       | WTC 1 stürzt ein                           |
| 17:20 Uhr       | WTC 7 stürzt ein                           |

Gemäß dem Untersuchungsbericht der 9/11-Kommission kaperten am 11. September 2001 um 8:14 Uhr Ortszeit fünf Mitglieder des radikal-islamischen Terrornetzwerks al-Qaida den Linienflug American-Airlines-Flug 11 von Boston nach Los Angeles. Um 8:19 Uhr stellten sie den Transponder der Boeing 767-200ER mit insgesamt 92 Menschen an Bord ab. Die Passagiermaschine wurde aufgrund dessen nur noch vom Primärradar erfasst. Flughöhe, Geschwindigkeit und Kennzeichen konnten von den Fluglotsen nicht mehr automatisch zugeordnet werden. Ebenfalls ab 8:19 Uhr informierten zwei Flugbegleiterinnen die Federal Aviation Administration (FAA) und ihr Luftfahrtunternehmen über die laufende Entführung. Um 8:37 Uhr unterrichtete die FAA das militärische Luftverteidigungskommando North American Aerospace Defense Command (NORAD) über die Entführung und bat darum, Kampfjets aufsteigen zu lassen. Zunächst herrschte bei den zuständigen Fluglotsen des Militärs Verwirrung, da NORAD die zur gleichen Zeit stattfindende und groß angelegte Anti-Terror-Übung Vigilant Guardian orchestrierte, die ebenfalls Flugzeugentführungen beinhaltete. Nachdem die FAA versichert hatte, dass die Entführung nicht Teil der Übung war, starteten daraufhin um 8:46 Uhr von der Otis Air Force Base zwei F-15. Die Piloten erhielten jedoch keine Zielangaben und wurden zunächst in einen militärisch kontrollierten Luftraum vor der Küste von Long Island geleitet. In diesem Korridor verharrten sie bis 9:13 Uhr.
Um 8:46 Uhr flog AA11 mit einer Fluggeschwindigkeit von etwa 750 km/h in die nördliche Fassade des Nordturms (WTC 1) vom World Trade Center. Über den Einschlag berichteten ab 8:48 Uhr Fernsehsender in aller Welt live vor Ort aus New York City. Man glaubte zunächst an einen Unfall und forderte die Menschen im benachbarten Südturm (WTC 2) auf, Ruhe zu bewahren und am Arbeitsplatz zu bleiben. Gemäß dem Abschlussbericht des NIST durchtrennte der Flugzeugkorpus zwischen dem 93. und 99. Stockwerk insgesamt 35 der 236 Außenpfeiler sowie sechs von 47 Innenpfeilern des WTC 1 und entfernte an 43 dieser Pfeiler die Brandschutzbeschichtung. Alle drei Treppenhäuser stürzten ein und unterbrachen die Fahrstuhlverbindungen oberhalb des 60. Stockwerks. Geschätzte 15 % der 38.000 Liter Kerosin an Bord gingen in einem Feuerball auf, etwa die Hälfte lief unverbrannt im Gebäude aus. Der restliche Treibstoff verteilte sich in Feuerbällen durch die Aufzugsschächte, sprengte Türen und Wände auf mehreren Stockwerken und ließ zahlreiche Fenster der Lobby im Erdgeschoss zerspringen. Unmittelbar danach riefen zahllose Betroffene den Notruf an.
Zwischen 8:42 Uhr und 8:46 Uhr wurde der ebenfalls in Boston Richtung Los Angeles gestartete United-Airlines-Flug 175 von einer weiteren Fünfergruppe der Terroristen entführt. Um 9:03 Uhr flog die Boeing 767-200 mit 65 Menschen an Bord in die südliche Fassade des Südturms. Der Flugzeugeinschlag erfolgte mit 870 km/h zwischen dem 77. und dem 85. Stockwerk des WTC 2 und durchtrennte 33 von 236 Außenpfeilern, darunter den südwestlichen Eckpfeiler, sowie zehn von 47 Innenpfeilern und löste an 39 dieser Innenpfeiler die Brandschutzbeschichtung ab. Auch hier verpufften etwa 15 % der 34.500 Liter Kerosin an Bord sofort beim Einschlag, mindestens die Hälfte lief unverbrannt im Gebäude aus. Mit dem zweiten Einschlag innerhalb kürzester Zeit erkannten US-Behörden und Zeitzeugen, dass offensichtlich gezielte Terroranschläge verübt worden waren. Fortan wurden Evakuierungen des gesamten WTC-Komplexes inkl. der Nebengebäude WTC 3, WTC 4, WTC 5, WTC 6 und WTC 7 eingeleitet. Nichtsdestoweniger bemühten sich Feuerwehrleute des FDNY und Hunderte weitere Ersthelfer, zu den oberhalb der Einschlagstellen eingeschlossenen Menschen zu gelangen.
Der Südturm brach 56 Minuten nach dem Einschlag um 9:59 Uhr vollständig zusammen. Trümmer des einstürzenden Südturms zerstörten das als Hotel dienende WTC 3. Das WTC 4 mit der weltgrößten Warenterminbörse für Rohstoffe (NYMEX) und dem damals weltweit größten Handelsparkett für Warentermingeschäfte mit Gold, Silber, Platin, Kupfer, Aluminium, Öl, Gas, Baumwolle, Zucker, Kakao und Orangensaftkonzentrat wurde fast vollständig vom Südturm begraben. Völlig vernichtet wurde die in unmittelbarer Nähe vom Südturm stehende, 11 Meter hohe St. Nicholas Greek Orthodox Church. Das benachbarte Deutsche Bank Building wurde so massiv beschädigt, dass man es bis zum Jahr 2011 Stockwerk für Stockwerk abtragen musste.
Um 10:28 Uhr kollabierte 102 Minuten nach dem Einschlag von Flug AA11 auch der Nordturm komplett. Der Zusammenbruch des Nordturms verursachte durch herausgeschleuderte Trümmer schwere Schäden an den westlich gelegenen Gebäuden des World Financial Centers und zerstörte das WTC 5 und WTC 6 fast völlig. Das bereits kurz nach dem Einschlag von UA 175 evakuierte 186 Meter hohe WTC 7 wurde an der Südfassade beschädigt und geriet auf einigen Stockwerken in Brand. Schließlich kollabierte auch das WTC 7 am späten Nachmittag um 17:20 Uhr komplett. Der Einsturz des WTC 7 verursachte ebenfalls erhebliche Schäden an umstehenden Gebäuden. Bei dem Einsturz des 47-stöckigen Bürogebäudes kam es zu keinen weiteren Verletzten oder Toten.
Das benachbarte 32-stöckige New York Telephone Building musste anschließend für 1,4 Milliarden US-Dollar restauriert werden. Die nördlich stehende Fiterman Hall (30 West Broadway) der City University of New York wurde so schwer beschädigt, dass sie abgerissen werden musste.
American-Airlines-Flug 77 sollte planmäßig vom Washington Dulles International Airport nach Los Angeles fliegen. Die Passagiermaschine des Typs Boeing 757-200 wurde zwischen 8:51 und 8:54 von fünf saudi-arabischen al-Qaida-Mitgliedern entführt. Das Flugzeug traf das Pentagon bei Washington, D.C., um 9:37 Uhr und schlug eine Bresche durch drei Gebäudeteile der Westseite. Das explodierte Kerosin löste einen Großbrand aus. Dadurch stürzte die betroffene Fassade gegen 10:10 Uhr ein. Um 9:42 Uhr befahl das FAA-Hauptquartier allen Passagierflugzeugen im Luftraum der USA, beim nächstgelegenen Flughafen zu landen.
Als letzter wurde United-Airlines-Flug 93 um 9:28 Uhr von einer Vierergruppe geentert, der planmäßig mit 44 Menschen an Bord von Newark nahe New York nach San Francisco führen sollte. Die Boeing 757-200 änderte ihren Kurs um 9:32 Uhr Richtung Osten. Um 9:55 Uhr gab einer der Entführer die Frequenz einer Navigationsanlage des Ronald-Reagan-Flughafens in den Bordcomputer ein, um die Navigation in Richtung Washington D.C. zu ermöglichen. Die Flugüberwachung bestätigte den Kurswechsel. Als Anschlagsziel wurden später das Weiße Haus, das Kapitol oder der Landsitz des US-Präsidenten in Camp David vermutet. In einem Interview mit dem Al-Jazeera-Redakteur Yosri Fouda vom Juni 2002 sagte Ramzi Binalshib von der Hamburger Terrorzelle, dass das vierte Flugzeug das Kapitol treffen sollte.
Einige Passagiere dieses Fluges erfuhren bei Bordanrufen von den Anschlägen auf das WTC und versuchten ab 9:57 Uhr in das Cockpit vorzudringen und die Entführer zu überwältigen. Daraufhin lenkte deren Pilot das Flugzeug um 10:03 Uhr zu Boden. Es zerschellte bei Shanksville, rund 100 Kilometer östlich von Pittsburgh. Erst um 10:15 Uhr erfuhr NORAD von der Entführung dieses Fluges. Der Northeast Air Defense Sector (NEADS) in Rome (New York) erhielt erst gegen 10:30 Uhr den Befehl, entführte Flugzeuge abzufangen und eventuell abzuschießen.

### Rettungseinsätze
Die Koordinierung der Rettungseinsätze sollte ursprünglich vom New York City Office of Emergency Management (OEM) geleitet werden, das sich seit dem Jahr 1999 im 23. Stockwerk des WTC 7 vis-à-vis zu den Twin Towers befand. Da das WTC 7 jedoch unmittelbar nach den Flugzeugeinschlägen komplett evakuiert wurde, fiel diese Aufgabe kurzerhand an die New Yorker Feuerwehr (FDNY) und die New Yorker Polizei (NYPD). Dabei wurden sie unterstützt vom Port Authority of New York and New Jersey Police Department (PAPD), der Polizeieinheit der Hafenbehörde von New York und New Jersey (PANYNJ), die trotz der Verpachtung der Zwillingstürme im Juli 2001 an Silverstein Properties weiterhin für die Sicherheit aller Gebäude des World Trade Centers zuständig war. Aufgrund des Ausfalls des OEM mussten FDNY, NYPD und PAPD bei den Rettungseinsätzen unkoordiniert und autonom voneinander mit unterschiedlichen Kommunikationssystemen operieren.
Die Rettungsversuche begannen unmittelbar nach dem Einschlag von American-Airlines-Flug 11 in den Nordturm des World Trade Centers. Joseph W. Pfeifer, Einsatzleiter des 1. Bataillons des FDNY, hatte den Anflug und Einschlag der Boeing 767 unmittelbar aus der Nähe beobachtet und der Einsatzzentrale gemeldet. Pfeifer wurde am Morgen des 11. September von den beiden französischen Filmemachern Jules und Gédéon Naudet begleitet. Hierbei entstanden auch die raren Filmaufnahmen, die den Einschlag von Flug AA11 in den Nordturm zeigen.
Das PAPD ordnete nur eine Minute nach dem Einschlag die komplette Evakuierung des Nordturms an. Sechs Minuten nach dem Einschlag waren bereits vier Feuerwehreinheiten vor Ort, die einen provisorischen Kommandostand in der verwüsteten Lobby des Nordturms einrichteten. Mit Beginn der Rettungsarbeiten krachte der United-Airlines-Flug 175 in den Südturm. Ursprünglich wollte die Feuerwehr zunächst die in den Türmen vermuteten 25.000 bis 50.000 Personen evakuieren, Verletzte bergen und die Brände rund um die Einschlagstelle löschen. Am Boden erkannten die Einsatzleiter jedoch, dass es keine Hoffnung gab, das Feuer in den oberen Stockwerken zu kontrollieren, und man entschied, sich auf die Evakuierung der Türme zu fokussieren. Da alle der jeweils 99 Fahrstühle in den Türmen ausgefallen waren, hätte es zu lange gedauert, das schwere Löschequipment in die betroffenen Etagen oberhalb des 77. Stockwerks durch die Treppenhäuser hochzuschleppen. Jeder Turm verfügte über zwei Treppenhäuser, die durchgängig vom Erdgeschoss bis in die 110. Etage führten. Ein jeweils drittes Treppenhaus reichte vom 6. bis zum 107. Stockwerk. Jede der Durchgangstüren von den Büros zu den Treppenhäusern war so konzipiert, dass sie trotz Feuers manuell geöffnet werden konnte. Die Türen zu den Dächern waren hingegen abgeriegelt. Ein Evakuierungs- und Rettungskonzept, mittels Helikopter Verletzte vom Dach zu retten, existierte nicht, da die Dächer durch technische Einrichtungen so verbaut waren, dass eine Landung unmöglich war. Bei Notfallübungen hatte man es versäumt, die World-Trade-Center-Angestellten zu informieren, dass die Dachtüren zugesperrt waren und es keinen Evakuierungsplan über die Dachplattformen gab. Zahlreiche Personen, die sich oberhalb der Einschlagzonen befanden, wollten sich übers Dach retten, standen jedoch vor verschlossenen Türen. Folglich blieben sie in den Etagen kurz unterhalb des Daches stecken, da sich Feuer und dichter Rauch immer höher durch die oberen Stockwerke der Twin Towers fraßen.
Während sich zu Beginn der Rettungsarbeiten das FDNY und das PAPD ausschließlich auf die Evakuierung der Gebäude konzentrierten, sperrte das NYPD zunächst die nähere, dann auch die weitere Umgebung des WTC ab, unterstützte anschließend die Evakuierung der Türme und begann, den Ablauf der Anschläge zu ermitteln. Über drei NYPD-Helikopter erhielt die Polizeiführung Informationen über die Lage in den Türmen, die die Einsatzleitung der Feuerwehr jedoch nicht erreichten.
Die Notrufleitungen waren nach kurzer Zeit durch tausende Notfallanrufe völlig überlastet. Zahlreiche Notrufe kamen von Personen aus den Zwillingstürmen, die in den oberen Etagen eingesperrt und von sämtlichen Fluchtwegen abgeschnitten waren. Ein Einsatzleiter des FDNY entschied, in der Lobby des Hotels Marriott (WTC 3) eine provisorische Kommando- und Sammelstelle einzurichten. Ein Vorteil der Lage war, dass der Haupteingang des Hotels in Richtung West Street lag, über die die meisten Feuerwehr- und Rettungsfahrzeuge den Einsatzort erreichten. Zudem konnte man vom Hotel aus über einen Seiteneingang direkt in den Südturm gelangen. Durch fallende Trümmer und herabstürzende Menschen war der Zutritt durch den Haupteingang des Südturms für die Rettungskräfte zu gefährlich. Zahlreiche Menschen wurden zudem über die Zugänge vom WTC 5 und WTC 6 an der Vesey Street evakuiert. Um 9:59 Uhr kollabierte der Südturm innerhalb von zehn Sekunden und riss sämtliche 630 im Gebäude befindlichen Angestellten und Rettungskräfte sowie zahlreiche Menschen auf den Straßen in den Tod. Der Einsturz ließ einen heftigen Sturm und eine Wolke aus Staub und Trümmern entstehen. Herabstürzende Gebäudeteile zerstörten das WTC 3 und die darin untergebrachte provisorische Kommandostelle des FDNY.
Nach dem Einsturz des Südturms zogen die meisten Einsatzleiter die Rettungskräfte aus dem Nordturm ab. Jedoch hatten auch 30 Minuten nach dem Einsturz des Südturms nicht alle Einsatzleiter, die sich in den fensterlosen Treppenhäusern des Nordturms auf ihren Rettungsmissionen befanden, vom Kollaps des Nachbarturms Kenntnis erlangt. Um 10:28 Uhr stürzte auch der Nordturm in sich zusammen und begrub alle 1.355 in den oberen Stockwerken eingeschlossenen Personen, zahlreiche Ersthelfer und eine unbekannte Zahl von Opfern am Boden rund um den einstürzenden Wolkenkratzer. In einem nahezu unversehrten Treppenhaus in Bodennähe des Nordturms überlebten 12 Feuerwehrmänner, drei Beamte des PAPD und drei Zivilisten den Einsturz.
Rund 87 Prozent der 17.400 Menschen, die sich zum Zeitpunkt des ersten Flugzeugseinschlags in den Gebäuden der World Trade Center befanden, konnten sich selbst retten oder wurden von den Hilfsdiensten evakuiert. Von den insgesamt rund 1.000 Helfern der Rettungsarbeiten verlor das FDNY am 11. September 343 Feuerwehrmänner, das PAPD 37 Mitarbeiter und das NYPD 23 Polizisten.
Die forensische Suche von genetisch verwendbaren Überresten der Opfer wurde im Rahmen der bis Juli 2002 bestehenden World Trade Center Recovery Operation auf einem Gelände der ehemaligen Bauschuttdeponie Fresh Kills im New Yorker Stadtbezirk Staten Island vorgenommen. Sämtliche Trümmer und Überbleibsel der eingestürzten Gebäude, Stahlträger und mehr als 1.300 Autowracks wurden zuvor auf die vor Manhattan gelagerte Insel transportiert. Aus 4.257 herausgefilterten menschlichen Überresten konnten 300 Opfer identifiziert werden.
An den bis zum Mai 2002 andauernden Rettungs- und Aufräumarbeiten am Ground Zero waren etwa 65.000 Einsatzkräfte beteiligt. Sie und andere wurden dabei in unterschiedlichem Maß mit den zahlreichen durch die Einstürze der Twin Towers freigesetzten toxischen Schadstoffe in der Atemluft belastet.
Die Stadt New York bewilligte im November 2010 ein Hilfspaket von 625 Millionen US-Dollar für zehntausend betroffene Helfer. Zudem unterschrieb US-Präsident Barack Obama den am 2. Januar 2011 abgesegneten James Zadroga 9/11 Health and Compensation Act, in dem heute fast 75.000 Betroffene betreut werden, darunter die rund 65.000 Einsatzkräfte am Ground Zero sowie weitere 10.000 Überlebende und Betroffene. Rund die Hälfte (37.305) der im Gesundheitsprogramm Registrierten hat wenigstens eine Krankheit, die mit dem 11. September in Zusammenhang gebracht wird. Die meisten leiden unter Krankheiten der Atemwege und des Magen-Darm-Trakts (32.291, davon 27.613 Einsatzkräfte) und psychischen Krankheiten wie Posttraumatischer Belastungsstörung (12.500, davon 9.465 Einsatzkräfte). Krebs steht mit 5.441 Fällen an dritter Stelle (davon 4.692 bei Einsatzkräften). Bis zum Jahr 2023 starben durch Ground-Zero-bedingte Todesursachen 343 Rettungskräfte – damit starben an den Folgekrankheiten genauso viele Rettungskräfte, wie am 11. September selbst.

### Todesopfer und Verletzte
Bei den Terroranschlägen am 11. September kamen offiziellen Angaben zufolge 2.996 Menschen ums Leben. Unter den Opfern waren auch elf deutsche Bundesbürger und zwei Schweizer Staatsangehörige. Österreich hatte keine Toten zu betrauern. 372 Todesopfer aus 92 Ländern waren keine US-amerikanischen Staatsangehörige. Die Zahl der am 11. September akut Verletzten wird auf über 6.000 geschätzt. Mehr als 3.200 Kinder verloren durch die Anschläge einen oder beide Elternteile. Zum Gedenken an die Opfer des 11. September wurden zahlreiche Erinnerungsstätten geschaffen, darunter das National September 11 Memorial and Museum, das Pentagon Memorial und das Flight 93 National Memorial.

Ein Mann fällt vom Südturm. Ein ähnliches Foto ist The Falling Man.

Infolge der Flugzeugeinschläge auf die Zwillingstürme des World Trade Centers in New York starben insgesamt 2.763 Menschen. Darunter 127 Passagiere, 20 Besatzungsmitglieder und 10 Entführer der beiden Flugzeuge. Zeugen, die als Gäste im Marriott-Hotel zwischen den Towers residierten, und freigegebene Fotos des NIST dokumentieren, dass direkt nach den Flugzeugeinschlägen Menschenteile auf der West Street und umliegenden Straßen lagen. In den Zwillingstürmen starben 2.128 Menschen, die hauptsächlich in Büros oberhalb und rund um die Einschlagstelle arbeiteten. Die in der 101. bis 105. Etage im WTC 1 angesiedelte Investmentbank Cantor Fitzgerald verlor am 11. September 658 Mitarbeiter. Das Beratungsunternehmen Marsh Inc. hatte seine Büros zwischen der 93. und 100. Etage des WTC 1 und lag genau im Zentrum des Einschlags von Flug AA11 zwischen dem 94. und 98. Stockwerk. 295 Angestellte und 63 freie Mitarbeiter der Consultingfirma starben bei den Anschlägen. Im WTC 2 verlor das in der 92. sowie 98. bis 105. Etage angesiedelte Versicherungsunternehmen AON 175 Angestellte. Bevor die Türme kollabierten, stürzten sich etwa 200 Personen in den Tod. Sie waren in den oberen Etagen von Fluchtwegen abgeschnitten und sprangen, um unerträglicher Hitze, lebensgefährlichen Verbrennungen oder toxischem Rauch zu entkommen. Des Weiteren kamen 343 Feuerwehrmänner, 37 Beamte der New Yorker Hafenbehörde, 23 Polizisten und 75 Passanten ums Leben. Das gerichtsmedizinische Institut von New York arbeitete jahrelang an der gentechnischen Identifizierung und Zuordnung von Körperbestandteilen der Opfer. Bis zum 7. August 2025 wurden 1.653 Opfer identifiziert. Von 40 Prozent, sprich 1.100 von 2.763 in New York getöteten Personen, fehlt weiterhin jede gerichtsmedizinisch verwertbare Spur.
189 Menschen starben beim Anschlag auf das Pentagon, darunter 125 Behördenmitarbeiter, 53 Flugzeugpassagiere, 6 Besatzungsmitglieder und 5 Entführer. 44 Personen, davon 33 Passagiere, 7 Besatzungsmitglieder und 4 Entführer, verloren bei Shanksville ihr Leben.
| Flug                                               | Insassen (†) | Unfallort   | † am Unfallort | Gesamt |
| -------------------------------------------------- | ------------ | ----------- | -------------- | ------ |
| American-Airlines-Flug 11 United-Airlines-Flug 175 | 92 65        | WTC         | 2606           | 2763   |
| American-Airlines-Flug 77                          | 64           | Pentagon    | 125            | 189    |
| United-Airlines-Flug 93                            | 44           | Shanksville | –              | 44     |
| Gesamt                                             | 265          |             | 2731           | 2996   |

Um Opfer und Hinterbliebene des Angriffs zu entschädigen, wurde kurz nach dem 11. September der September 11th Victim Compensation Fund mit sogenannten Liberty Bonds erschaffen. Die US-Regierung ermächtigt den Fonds unter der Leitung von Kenneth Feinberg maximal 7,375 Milliarden US-Dollar aus Mitteln der US-Regierung auszuzahlen. Im Austausch für eine individuell bestimmte Entschädigungssumme, erteilen Opfer und Hinterbliebene ihre Zustimmung, die beiden Fluggesellschaften American Airlines und United Airlines nicht zu verklagen.

## Terroristen

### Bin Laden und al-Qaida

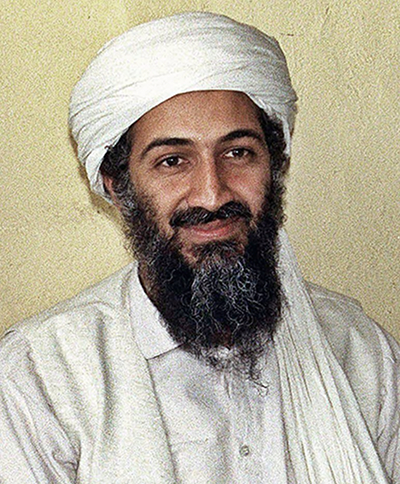
Al-Qaida-Gründer Osama bin Laden

Unmittelbar nach den Einschlägen von American-Airlines-Flug 11 und United-Airlines-Flug 175 in die Zwillingstürme des World Trade Centers wurde von Medienvertretern, Politikern sowie Geheimdienst- und Terrorismusexperten über Osama bin Laden (1957–2011) und die von ihm gegründete radikal-islamische Terrororganisation al-Qaida als Urheber der Anschläge spekuliert. Seit 1998 bestand eine Anklage gegen Osama bin Laden unter anderem wegen seiner Rolle bei den Terroranschlägen auf die Botschaften in Ostafrika.
Auch die US-Regierung beschuldigte Osama bin Laden wegen der von ihren Geheimdiensten gesammelten Indizien, die Anschläge initiiert, in Auftrag gegeben und mitfinanziert zu haben. Dieser begrüßte die Anschläge als Willen Allahs, bestritt aber jede Beteiligung daran. Im November 2001 fand die US-Armee in Dschalalabad ein Videoband, in dem Bin Laden mit Mitgliedern seiner Gruppe über die Anschlagsplanung sprach, einige Entführer namentlich nannte, sie lobte und erklärte, er habe ihnen die Anschlagsziele erst in den USA genannt und nicht mit dem vollständigen Einsturz der WTC-Gebäude gerechnet. Die US-TV-Sender ABC und CNN berichteten am 21. Dezember 2001, dass Osama Bin Laden auf dem Video außer Mohammed Atta noch weitere Flugzeugentführer nennt. Die Übersetzer hätten die Namen von insgesamt neun Verdächtigen heraushören können. Kommentatoren im amerikanischen Fernsehen meinten, die US-Regierung habe diese Stelle wahrscheinlich ausgelassen, um die verbündeten Saudis nicht zu brüskieren. Der Hamburger Orientalist Gernot Rotter sowie zwei unabhängige vereidigte Übersetzer stellten jedoch laut dem ARD-Magazin Monitor übereinstimmend fest, dass in der vom Pentagon herausgegebenen englischsprachigen Übersetzung des „Geständnisses“ an gravierenden Stellen Bezüge hineinformuliert wurden, aus denen eine eindeutige Täterschaft Bin Ladens abgeleitet werden kann. So würden etwa Zeitbezüge hergestellt, die angeblich sein Vorwissen belegen, in der arabischen Originalversion aber nicht auftauchten. Zudem sei das Amateurvideo von äußerst schlechter Qualität und streckenweise unverständlich.
FBI-Vizedirektor Dale Watson erklärte im Februar 2002 vor dem Kongress, die Beweise für Bin Ladens Verbindung zum 11. September seien „klar und unwiderlegbar“. Er bezeugte die Verbindungen der 19 Attentäter zu al-Qaida und Bin Laden. FBI-Direktor Robert Mueller erklärte jedoch im April 2002, man habe bisher keine Dokumente für die Pläne der Attentäter gefunden.
Anhand abgehörter Telefongespräche, Geldüberweisungen und Zeugenaussagen sehen die USA Chalid Scheich Mohammed und Mohammed Atef als Hauptplaner der Anschläge an. Muhammad Haidar Zammar gilt als Rekrutierer der Attentäter. Bin Laden wählte Ende 1999 die späteren Attentäter aus, finanzierte den Anschlagsplan mit und befahl den späteren Flugzeugentführern der Hamburger Zelle im November 1999, in die USA zu fliegen, um dort Flugschulen zu besuchen.
Am 29. Oktober 2004, vier Tage vor der Wiederwahl von George W. Bush, wandte sich Bin Laden an die US-Bevölkerung und erklärte, wann und warum er auf die Idee der Anschläge gekommen sei und dass weitere dieser Art folgen würden, falls die USA ihre Politik nicht änderten. In weiteren Video- und Tonband-Botschaften machte er seine Planung der Anschläge deutlich. Als Hauptmotiv dafür nannten er und seine wichtigsten Mitplaner stets die Unterstützung der USA für Israel und dessen Politik gegenüber den Palästinensern.
Trotz der per Video veröffentlichten Bekennerbotschaften von Bin Laden erklärte FBI-Pressesprecher Rex Tomb noch im Jahr 2006, dass das FBI für eine Verbindung Bin Ladens zu den Anschlägen am 11. September 2001 „nicht genug harte Beweise hat“. Zudem würde das Justizministerium erst dann eine förmliche Anklage erheben, wenn genug Beweise vorlägen.
Die während der Operation zur Tötung bin Ladens in Abbottabad sichergestellten Dokumente enthielten einen Brief bin Ladens aus dem September 2002 mit der Überschrift „Der Ursprung der Idee zum 11. September“. In diesem Brief beschreibt er, wie er durch den offenbar vom Copiloten Gamil El-Batouti am 31. Oktober 1999 absichtlich herbeigeführten Absturz von Egypt-Air-Flug 990 inspiriert wurde. „So wurde die Idee von 9/11 in meinem Kopf geboren und entwickelt, und zu diesem Zeitpunkt begannen wir mit der Planung“ führte bin Laden weiterhin aus und keiner außer Abu Hafs und Abu al-Khair habe davon gewusst. Der Untersuchungsbericht der 9/11-Kommission identifizierte Chalid Scheich Mohammed als Architekt von 9/11, er wird in bin Ladens Notizen jedoch nicht genannt.

### Attentäter
Am 13. September 2001 gab das FBI die aus Passagierlisten und mit Klarnamen gebuchten Sitzplatznummern ermittelten Namen aller Flugzeugentführer bekannt. 15 der vom FBI ermittelten 19 Entführer vom 11. September 2001 waren Staatsbürger Saudi-Arabiens, zwei stammten aus den Vereinigten Arabischen Emiraten, sowie jeweils ein Pilot aus Ägypten und dem Libanon. Sieben der 19 Attentäter wurden am 17. September von dem inzwischen im Jemen im Gefängnis einsitzenden Abu Jandal auf Fotos dem FBI gegenüber als al-Qaida-Mitglieder identifiziert, unter ihnen auch Mohammed Atta. Abu Jandal, dessen richtiger Name Nasser Ahmed Nasser al-Bahri lautete, diente bin Laden viele Jahre als Leibwächter. Am 27. September 2001 veröffentlichte das FBI Fotos und persönliche Daten der 19 Personen, von denen das FBI annahm, dass sie die Entführer waren. Da einige Namen mit denen lebender Personen verwechselt wurden, publizierte das FBI auch alternative Namensschreibweisen.
Im Jahr 2002 veröffentlichte das FBI weitere biographische Details der Entführer. Alle Attentäter stammten aus wohlhabenden, angesehenen, eher säkular eingestellten Familien und genossen eine Ausbildung, die sie zu Auslandsstudien qualifizierte. Erst dort suchten und fanden sie Kontakte zu radikal-islamischen Predigern, die den Dschihad gegen den Westen propagierten. Zu ihrer Ideologie gehörten der Glaube an eine jüdische Weltverschwörung, das Bild eines imperialistischen Westens, der die islamische Welt kolonisiere und fortgesetzt demütige, und ein Hass auf die von der Globalisierung erzeugte weltweite soziale Ungerechtigkeit.
- American-Airlines-Flug 11: Mohammed Atta (Pilot), Abdulaziz al-Omari, Satam al-Suqami, Wail al-Shehri, Waleed al-Shehri
- United-Airlines-Flug 175: Marwan al-Shehhi (Pilot), Fayez Banihammad, Mohand al-Shehri, Ahmed al-Ghamdi, Hamza al-Ghamdi
- American-Airlines-Flug 77: Hani Handschur (Pilot), Khalid al-Mihdhar, Majid-Moqed, Nawaf al-Hazmi, Salem al-Hazmi
- United-Airlines-Flug 93: Ziad Jarrah (Pilot), Saeed al-Ghamdi, Ahmed al-Nami, Ahmed al-Haznawi.

Bis zum Jahr 2008 konnten 13 der 19 Entführer mit DNA-Analysen identifiziert werden, davon neun durch Ausschlussverfahren und vier durch Vergleichsproben. Die Überreste von sechs der zehn Entführer in New York City konnten nicht individuell zugeordnet werden. Zudem wurde der Pass des Entführers Satam al-Suqami kurz nach dem Einschlag einige Blocks vom World Trade Center entfernt gefunden. Ein Passant hatte ihn aufgehoben und einem NYPD-Detektiv übergeben, kurz bevor die Zwillingstürme des WTC zusammenbrachen.
Am 28. September 2001 veröffentlichte das FBI einen vierseitigen handschriftlichen Brief, dessen Kopien man an drei Stellen gefunden hatte, und ordnete ihn den Piloten von drei der vier entführten Flüge zu. Attas Exemplar wurde in einer zu spät aufgegebenen Reisetasche am Flughafen Boston gefunden. In diesem mit einer „Fibel für Selbstmordattentäter“ kombinierten Testament stand etwa: „Öffne dein Herz, heiße den Tod im Namen Gottes willkommen […] denn du bist nur einen kurzen Moment entfernt von dem guten, ewigen Leben in der Gesellschaft von Märtyrern.“ Abdelghani Mzoudi bestätigte die Echtheit des Dokuments im Oktober 2001.
Das FBI setzte seine Ermittlungen mit etwa 7.000 von 11.000 Angestellten unter der Bezeichnung PENTTBOM jahrelang fort.
Laut einem Artikel der New York Times vom Dezember 2008 wurden im Rahmen des Programms Able Danger des US-Militär-Nachrichtendienstes SOCOM vier der späteren Flugzeugentführer bereits in den Jahren 1999/2000 als Mitglieder einer al-Qaida-Terrorzelle in den USA identifiziert. Atta, al-Shehhi, al-Mihdhar und al-Hazmi wurden demnach als potentielle Bedrohung dem FBI jedoch nicht vor dem Frühjahr 2001 gemeldet, und bis August 2001 wurde ihre Spur nicht mehr verfolgt.

### Hamburger Terrorzelle
Die drei Selbstmordpiloten und Schlüsselfiguren der Anschläge Mohammed Atta, Ziad Jarrah und Marwan al-Shehhi waren zum Tatzeitpunkt im September 2001 als Studenten an der Technischen Universität Hamburg-Harburg und der FH Hamburg eingeschrieben und lebten im Vorfeld der Anschläge bereits jahrelang in Hamburg. Sie bildeten mit einigen weiteren dschihadistisch-salafistisch orientierten Verbündeten die bis Ende 1999 von al-Qaida unabhängige Hamburger Terrorzelle. Atta, bin al-Shibh, Bahaji und weitere Gleichgesinnte lebten seit November 1998 in einem Apartment in der Marienstraße 54 in Hamburg-Harburg, das mehrmals wöchentlich als Zentrum und Treffpunkt der Zelle diente. Regelmäßig besuchten sie die al-Quds-Moschee am Steindamm in Hamburg-St. Georg. Marwan al-Shehhi war nach Angaben der Bonner Botschaft der Vereinigten Arabischen Emirate ein „Stipendiat der Streitkräfte“. Ende Januar 1999 gründete Mohammed Atta unter dem Namen Mohamed El-Amir an der TU Hamburg eine Islam AG. Im selben Jahr radikalisierten sich Atta, Jarrah, al-Shehhi und der ebenfalls zur Hamburger Terrorzelle zählende Ramzi Binalshibh zunehmend und planten als dschihadistische Kämpfer nach Tschetschenien zu reisen, um dort gegen die russischen Truppen zu agieren.
Der Kontakt der Hamburger Zelle zu al-Qaida kam gemäß Vernehmungsaussagen von Ramzi Binalshibh per Zufall zustande. (Anm.: Einschränkend ob des Wahrheitsgehalts muss gesagt werden, dass Binalshibhs Aussagen unter mutmaßlicher Folter entstanden.) Während einer Zugfahrt in Deutschland wurden demnach al-Shehhi und Binalshibh von einem Kontaktmann des in Duisburg ansässigen und von der 9/11-Kommission als „bedeutenden al-Qaida-Funktionär“ eingestuften Mohamedou Ould Slahi angesprochen. Bei einem anschließenden Treffen in Duisburg konnte Slahi den aus Hamburg angereisten al-Shehhi, Binalshibh und Jarrah überzeugen, dass sie vor einem Einsatz in Tschetschenien ein auf den Dschihad spezialisiertes Training in Afghanistan absolvieren. Des Weiteren instruierte Slahi, wie man sich pakistanische Visa besorgt, nach Quetta in Pakistan reist und welchen örtlichen Taliban-Kämpfer kontaktieren soll.
Entsprechend der Empfehlungen von Slahi reisten Ende November 1999 al-Shehhi, Jarrah und Atta zunächst nach Quetta in Pakistan. Zwei Wochen später folgte Binalshibh. Von dort aus ging es in Begleitung von Talibans nach Kandahar in Afghanistan. Al-Shehhi war bereits vor der Ankunft von Binalshibh in die Vereinigten Arabischen Emirate gesandt worden, um sich auf die kommende Mission vorzubereiten. Mohammed Atef teilte den verbliebenen drei Männern mit, dass sie an einem streng geheimen Unternehmen teilnehmen werden. Atta, Jarrah und Binalshibh nahmen während ihres Aufenthalts im militärischen Ausbildungscamp Khaldan in der südöstlichen Provinz Paktia an einem ersten Vorbereitungskurs für die Anschläge teil. Binalshibh und Atta trafen während ihres Aufenthaltes auf den al-Qaida-Anführer Osama Bin Laden. Bin Laden teilte ihnen mit, dass sie Märtyrer sein werden. Mohammed Atta wurde von Bin Laden als Leiter der gesamten Operation ausgewählt. Während mehrerer Treffen von Atta und Bin Laden wurden die Anschlagsziele World Trade Center, Pentagon und das Kapitol der Vereinigten Staaten evaluiert. Zwischen Ende Januar und März 2000 trafen die vier Mitglieder der Zelle wieder in Hamburg ein. Zuvor erhielten sie die Anweisung sich an Flugschulen in den USA zu bewerben. Um ihren Aufenthalt in Afghanistan zu verschleiern, meldeten die Mitglieder der Hamburger Zelle ihre Reisepässe als verloren oder gestohlen. Nach ihrer Rückkehr nach Deutschland veränderten die vier künftigen Attentäter ihr Aussehen und Verhalten. Sie schnitten sich die Bärte, bevorzugten einen westlichen Kleidungsstil, mieden Besuche in als radikal bekannten Moscheen und distanzierten sich von radikal eingestuften Islamisten wie Muhammad Haidar Zammar, um nicht ins Visier von Sicherheitsorganen zu geraten.
Im Frühjahr wurde dem als Terrorpiloten vorgesehenen Ramzi Binalshibh von verschiedenen Behörden eine Visaerteilung für eine Einreise in die USA verweigert. Daraufhin bestimmte Bin Laden seinen saudi-arabischen Landsmann Hani Handschur als Ersatz, da Handschur bereits in den USA studierte. Im Mai 2000 erhielten die ebenfalls als Piloten vorgesehenen Atta, Al-Shehhi und Jarrah ihre Einreisevisa für die USA. Unmittelbar nach ihrer Ankunft in den USA im Juni 2000 besuchten Atta und Al-Shehhi eine Flugschule in Florida und erwarben schließlich im Dezember 2000 ihre Berufspilotenlizenzen, die sie zum Führen von Flugzeugen mit einem Gesamtgewicht von 5,7 Tonnen und zur Beförderung von maximal 9 Passagieren berechtigte. Ziad Jarrah besuchte zeitgleich ebenfalls die gleiche Flugschule in Florida. Er kehrte jedoch zwischenzeitlich nach Deutschland zu seiner in Bochum lebenden Freundin zurück und besuchte eine Flugschule im nahe gelegenen Mülheim an der Ruhr, um dort weitere Übungsstunden zum Erwerb einer Privatpilotenlizenz zu absolvieren. Im Anschluss an die Lizenzerteilungen begannen die Attentäter das Training am Simulator für Passagierflugzeuge. Jarrah und Handschur buchten Übungsflüge mit Kleinflugzeugen im Raum New York und Washington, D.C., um Flugrouten, Luftverkehr und Topografie kennenzulernen. Es folgten zahlreiche Erkundungsflüge nach Los Angeles und Las Vegas. Atta erhielt bei einem Treffen mit Binalshibh im Frühjahr 2001 in Europa nähere Instruktionen von Bin Laden und erfuhr als einziger auch die Anschlagsziele. Atta koordinierte fortan alle beteiligten Attentäter, die Bin Laden ausgesucht hatte und seit April 2001 in die USA eingereist waren. Atta soll auch den 11. September als Anschlagstermin und das Kapitol anstelle des schwieriger erreichbaren Weißen Hauses als Anschlagsziel festgelegt haben.
Die 9/11-Kommission stellte fest, „dass es rückblickend betrachtet, bemerkenswert ist, mit welcher Geschwindigkeit die Mitglieder der Hamburger Zelle zum Kern der 9/11-Verschwörung wurden.“ Insbesondere findet hier noch einmal Mohammed Atta als Leiter der Operation Erwähnung. Die neuen Rekruten aus Deutschland besaßen laut Schlussfolgerung der Kommission eine ideale Kombination von technischen Fähigkeiten und Kenntnissen, die den ursprünglich ausgewählten 9/11-Attentätern aus den Reihen der al-Qaida fehlten.

### Unklare Rolle Saudi-Arabiens

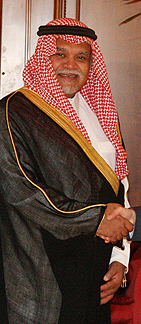
Prinz Bandar bin Sultan

15 der 19 Attentäter vom 11. September 2001 stammten aus Saudi-Arabien. Die Rolle Saudi-Arabiens, des saudi-arabischen Königshauses und Mitgliedern des saudi-arabischen Geheimdienstes bei den Terroranschlägen betreffend eine mögliche Mittäterschaft und Unterstützung von al-Qaida ist jedoch weiterhin ungeklärt und noch immer Teil schwerwiegender diplomatischer Interessenskonflikte und zivilrechtlicher Entschädigungsansprüche von Hinterbliebenen der Opfer des 11. September.
Die saudi-arabische Regierung in Riad hat wiederholt den Verdacht zurückgewiesen, dass sie die al-Qaida-Attentäter unterstützt hat. Hingegen offenbarte im April 2016 der US-Politiker Bob Graham gegenüber dem Fernsehsender CBS, dass sowohl die saudische Regierung als auch saudische Wohlfahrtsverbände und Einzelpersonen den 9/11-Attentätern „substantielle Hilfe“ geleistet haben. Im Mittelpunkt stehen zwei der saudischen Entführer: Nawaf al-Hazmi und Khalid al-Mihdhar. Die US-Geheimdienste waren bereits 1999 auf ihre Spur gekommen und hatten sie als al-Qaida-Mitglieder identifiziert. Trotzdem konnten die beiden Mitte Januar 2000 ungehindert in Los Angeles einreisen – unter geheimdienstlicher Beobachtung. Die annähernd mittellosen Saudis wurden nach ihrer Ankunft fortan von Fahad al-Thumairy und Omar al-Bayoumi unterstützt. Al-Thumairy wurde als Diplomat im saudischen Konsulat in Los Angeles geführt und galt den US-Geheimdiensten als Extremist. Omar al-Bayoumi wurde vom FBI als Agent des saudischen Geheimdienstes geführt und lebte im südkalifornischen San Diego. In San Diego ließ der saudische Agent die künftigen Entführer in seinem Apartmentkomplex wohnen, half ihnen mit Geld aus und stellte ihnen mehrere Landsleute vor, die den beiden u. a. Ausweispapiere besorgten. Die Wahrheit über die saudische Hilfe für die Terroristen blieb lange unter Verschluss – offenbar weil auch nach dem 11. September 2001 die Beziehungen zum Königreich Saudi-Arabien zu wichtig waren. Im Juli 2016 gab die US-Regierung schließlich die bis dahin geschwärzten 28 Seiten des Kongressberichts frei, die Kontakte einiger Attentäter zur Regierung Saudi-Arabiens belegten oder nahelegten. So sagte der als Terrorist verurteilte Zacarias Moussaoui unter Eid aus, dass saudische Mitglieder der königlichen Familie, darunter Bandar ibn Sultan, an al-Qaida gespendet und zur Finanzierung der Anschläge vom 11. September beigetragen hätten. Deklassifizierte Informationen aus dem redigierten Teil des 9/11-Kommissionsberichts belegen, dass zwei der Entführer 130.000 US-Dollar von Bandars Bankkonto erhalten haben. Der Publizist und Historiker Daniel Pipes sagte dazu: „Die Anschläge von 9/11 basierten auf saudischer Ideologie, saudischer Finanzierung, saudischem Personal und saudischer Organisation.“
Bis zum Herbst 2016 genossen Saudi-Arabien und die Mitglieder des saudi-arabischen Königshauses weitreichende politische Immunität in den USA. Dies änderte sich im September 2016, als der US-Kongress das Veto von Präsident Barack Obama gegen das Gesetz Justice Against Sponsors of Terrorism Act (JASTA) außer Kraft setzte und zivilrechtliche Klagen gegen Saudi-Arabien mit Bezug zum 11. September zuließ. Ohne Saudi-Arabien beim Namen zu nennen, wurde das Gesetz extra geschaffen, um Klagen gegen Saudi-Arabien von hinterbliebenen Familien anstrengen zu können. Dies führte zu erheblichen Spannungen in den außenpolitischen Beziehungen zwischen den USA und Saudi-Arabien. So drohte Saudi-Arabien den USA im Vorfeld der Gesetzesverabschiedung mit dem Verkauf von US-Staatsanleihen in Höhe von 750 Milliarden US-Dollar und weiteren finanziellen Restriktionen.
Am 20. März 2017 reichten 1500 verletzte Überlebende und 850 Familienmitglieder von Opfern des 11. September eine Klage gegen das Königreich Saudi-Arabien ein. Die Kläger behaupten, die Regierung von Saudi-Arabien habe zuvor gewusst, dass einige ihrer Beamten und Angestellten al-Qaida-Aktivisten oder -Sympathisanten waren. In der Beschwerde wurde behauptet, Saudi-Arabien habe „wissentlich materielle Unterstützung und Ressourcen für die al-Qaida-Terrororganisation bereitgestellt und die Angriffe vom 11. September ermöglicht.“
Ein Bundesgericht hat schließlich die Staatenimmunität von Saudi-Arabien im März 2018 außer Kraft gesetzt. Zivilrechtliche Klagen gegen Saudi-Arabien mit Bezug zum 11. September sind seither möglich. Das Gericht lehnte damit endgültig die Bitte Saudi-Arabiens ab, keine Klagen gegen Saudi-Arabien zuzulassen. Die Regierung des arabischen Staates befürchtet Regresszahlungen in Milliardenhöhe, falls eine Tatbeteiligung gerichtlich verifiziert werden kann.

## Untersuchungen in den Vereinigten Staaten

### FBI
Unmittelbar nach den Anschlägen wurden am 11. September 2001 vom FBI unter dem Decknamen PENTTBOM Ermittlungen zu den Tätern aufgenommen. Es wurde die größte Kriminaluntersuchung in der US-amerikanischen Geschichte, an der 7.000 FBI-Agenten und Fachleute beteiligt waren. Das FBI konnte die 19 Flugzeugentführer innerhalb von wenigen Tagen ermitteln, da einige Verdächtige sich nicht bemüht hatten, ihre wahren Namen für die Flüge, auf ihren Kreditkarten oder auf anderen Aufzeichnungen zu verbergen. Zudem konnten drei Pässe der Attentäter aus den Trümmern der Anschlagsorte geborgen werden. Der Pass eines weiteren Entführers konnte im unversehrten Gepäck von Mohammed Atta sichergestellt werden.

### Joint Inquiry
Je ein Ausschuss des Senats und des US-Repräsentantenhauses führten von Februar bis Dezember 2002 die „Gemeinsame Untersuchung der Aktivitäten der Geheimdienste vor und nach den Terroranschlägen am 11. September 2001“ durch. 2002 erschien auch der „Gemeinsame Bericht der Feuerwehrführung und der Beratungsfirma McKinsey & Company“ über Führungsstrukturen und Einsatzrichtlinien am 11. September 2001 und daraus zu ziehende Konsequenzen.

### 9/11-Kommission
Auf Drängen von Opfervereinen setzte das Repräsentantenhaus gegen erhebliche Widerstände der US-Regierung unter Präsident George W. Bush im Herbst 2002 die parteiübergreifende 9/11-Kommission ein. Sie bestand aus je fünf Abgeordneten der Demokratischen und Republikanischen Partei unter dem Vorsitz von Ex-Gouverneur Thomas Kean sowie 78 Stabmitgliedern. Sie sollte Vorgeschichte, Verlauf der Anschläge und Reaktionen der US-Behörden darauf aufklären und sicherheitspolitische Maßnahmen vorschlagen, die solche Anschläge zukünftig verhindern sollen. Die physikalischen Einsturzursachen der WTC-Gebäude sollte sie nicht untersuchen. Sie arbeitete von Januar 2003 bis August 2004 und befragte etwa 1200 Zeugen, darunter 120 Regierungsangehörige inklusive George W. Bush, Vizepräsident Dick Cheney und Sicherheitsberaterin Condoleezza Rice. Ihr Abschlussbericht (22. Juli 2004) zeigte gravierende systemische Fehler der US-Behörden auf, wodurch die Anschläge ermöglicht wurden: etwa fehlende Durchleuchtung von Inlandspassagieren vor dem Einchecken am Flughafen, zu langwierige und umständliche Verfahrenswege und Befehlshierarchien, die ein rasches Eingreifen der NORAD verhinderten, unterlassene Überprüfung von Flugschulen in den USA auf terrorverdächtige Flugschüler, fehlende Verfolgung von in die USA eingereisten al-Qaida-Mitgliedern, fehlender Informationsaustausch zwischen CIA und FBI über Verdächtige und Passivität der Bush-Regierung gegenüber akuten Anschlagswarnungen. Diese hatte von Mai bis 6. August 2001 40 Tageskurzberichte zu al-Qaida erhalten, darunter mehrere, die vor einem multiplen Anschlag in den USA gewarnt hatten, möglicherweise mit Flugzeugentführungen und Zielen in New York. Abstimmungsprobleme, Missverständnisse, Informationsmängel, Nichtweitergabe von Befehlen, unklare Vorgaben und falsche Reaktionen auf allen Ebenen wurden im Detail nachgewiesen. Dafür verantwortliche Personen wurden nicht benannt und persönliche Konsequenzen nicht gefordert. Infolge dieser Analyse wurden etwa die Einsatzrichtlinien des FDNY, der New Yorker Polizei, des FBI und der CIA geändert. Das Ministerium für Innere Sicherheit wurde neu gegründet und die Städte-Kampagne „Preparedness“ eingerichtet.
Die 9/11-Kommission und der von ihr erstellte Untersuchungsbericht wurde von Teilen der Gesellschaft stark kritisiert. Im Mittelpunkt der Kritik standen die umstrittenen, unter Folter entstandenen Verhöraussagen mutmaßlicher al-Qaida-Mitglieder, sowie ein möglicher Interessenkonflikt von Philip Zelikow, den Vorsitzenden der 9/11-Kommission. Eine Analyse von NBC-News belegte, dass mehr als ein Viertel aller Fußnoten des 9/11-Untersuchungsberichts auf CIA-Verhöre von al-Qaida-Mitgliedern verweisen, die umstrittenen Verhörmethoden ausgesetzt wurden. Tatsächlich basieren die entscheidenden Kapitel des Berichts zur Planung und Ausführung der Anschläge im Kern auf Informationen aus mutmaßlich unter Folter entstanden Verhören.
Philip Zelikow, Leiter (“Executive Director”) der 9/11-Kommission sah sich Vorwürfen von Interessenkonflikten ausgesetzt, die von Opferverbänden und zahlreichen Mitgliedern innerhalb der 9/11-Kommission geäußert wurden. Zelikow wurde vorgeworfen ein "Maulwurf des Weißen Hauses" zu sein. Insbesondere wurde Zelikow seine Verbindungen zur Bush-Regierung, zu US-Präsident George W. Bushs Chefberater Karl Rove und zur damaligen Nationalen Sicherheitsberaterin Condoleezza Rice vorgehalten. Zudem warfen die Kommissions-Vorsitzenden Thomas Kean und Lee H. Hamilton der CIA vor, die Ermittlungen behindert zu haben.

### FEMA
Die Katastrophenschutzbehörde FEMA untersuchte bis Mai 2002 erstmals die Gebäudesicherheit und bautechnischen Probleme, die den Einsturz der WTC-Gebäude verursachten. Nachdem ihr Bericht als unzureichend kritisiert wurde, erhielt das National Institute of Standards and Technology (NIST) einen genau definierten Forschungsauftrag, den es in eigener Regie in Einzelaufgaben unterteilte und an Experten verschiedener Fachrichtungen delegierte.

### NIST
Das NIST gab in der Folge mehrere Berichte heraus.
Im September 2005 erschien eine ausführliche Studie über alle relevanten Aspekte der Einstürze von WTC 1–6. An den dreijährigen Untersuchungen waren über 300 Experten und Wissenschaftler beteiligt. Zwei Fact Sheets vom August 2006 und Dezember 2007 fassten die Antworten des NIST auf die wichtigsten Fragen zum technischen Ablauf der Einstürze und deren Erklärung zusammen. Der mehrfach verschobene Abschlussbericht für WTC 7 erschien am 21. August 2008.
Wissenschaftler ohne Regierungsauftrag berechneten die WTC-Einsturzursachen schon wenige Tage nach dem 11. September und veröffentlichten Aufsätze dazu. Wissenschaftler der Purdue University (Indiana) entwickelten Simulationsmodelle und führten bis 2007 die bisher detailliertesten Hochpräzisionssimulationen zu den Einstürzen durch. Sie belegen, dass im Nordturm 17 von 47 tragenden Stützen zerstört wurden, so dass der Einsturz nach knapp zweistündigem Feuer unausweichlich wurde. Zuvor war das NIST von sechs zerstörten Stützen ausgegangen, die zusammen mit den anhaltenden Innenbränden für den Kollaps der Stockwerke über der Einschlagszone ausgereicht hätten.

### Netzwerkforschung
Netzwerktheoretische Untersuchungen der University of Florida und des Complexity Science Hub Vienna zur Vorbereitung der Anschläge identifizierten insbesondere die Fortbewegungsmuster und enge soziale Beziehungen zwischen den Attentätern als Bedingungen für Resilienz und Handlungsfähigkeit des Netzwerks.

## Folgen

### Politische Erstreaktionen

#### Aus den USA
Andrew Card, der damalige Stabschef des Weißen Hauses, informierte US-Präsident George W. Bush bei einer Schülervorlesung in Sarasota (Florida) gegen 9:00 Uhr Ortszeit vom ersten, kurz darauf vom zweiten Anschlag auf das WTC: „Ein zweites Flugzeug hat den zweiten Turm getroffen. Amerika wird angegriffen.“ Bush setzte die Schulveranstaltung vor laufender Kamera noch sieben Minuten lang fort. Er gab nach kurzer Besprechung mit seinem Stab eine erste Stellungnahme ab und flog dann mit dem Präsidentenflugzeug Air Force One zu verschiedenen US-Air-Force-Stützpunkten. Gegen 19:00 Uhr erreichte er nach einem Zwischenstopp Washington, D.C. und das Weiße Haus. Um 20:30 Uhr hielt George W. Bush eine landesweit übertragene Rede an die amerikanische Nation.
In den ersten Tagen nach den Anschlägen wurden Muslime, Araber oder arabisch aussehende und Turban tragende Menschen, oft Sikhs, in den USA beleidigt, angegriffen, bedroht und einige ermordet. Auch wurden Brandanschläge auf islamische Einrichtungen verübt. US-Präsident Bush besuchte daraufhin am 17. September 2001 eine Moschee, verurteilte die Angriffe, unterschied den Islam vom Terror und rief zu Toleranz gegenüber muslimischen US-Bürgern auf.
Die Bevölkerung der Vereinigten Staaten reagierte mit Trauer und Stoizismus auf die Anschläge. Dass die gespaltene Nation in den sich anschließenden Wochen zu neuer Einigkeit gefunden hätte, ist laut der Historikerin Jill Lepore ein Mythos. Vielmehr seien vom Mainstream abweichende Stimmen heftig angegriffen worden, wie zum Beispiel die Essayistin Susan Sontag, die als eine Ursache der Anschläge die amerikanische Außenpolitik mit ihrer Unterstützung von Diktaturen nannte und zudem darauf hinwies, dass die häufig gebrauchte Floskel von den „feigen Anschlägen“ irreführend sei: Immerhin koste es „Mut (eine moralisch neutrale Tugend)“, mit einem Flugzeug in ein Gebäude zu fliegen. Die rechtskonservative Autorin Ann Coulter forderte, man solle ohne genauere Untersuchungen über die Attentäter in deren „Länder einmarschieren, ihre Anführer töten und sie zum Christentum bekehren“. Der evangelikale Fernsehprediger Jerry Falwell warf Homosexuellen, Abtreibungsbefürwortern und allen von seiner Vorstellung eines gottgefälligen Lebens Abweichenden vor, mitschuldig zu sein: „Ihr habt dazu beigetragen, dass dies geschehen konnte“. Für diese Positionierung wurde er wie auch Coulter scharf kritisiert.

#### Aus Europa
Mit einer Schweigeminute und Trauerfeiern gedachten viele Menschen weltweit in den Folgetagen der Opfer der Anschläge. Führende Politiker vieler Staaten verurteilten diese und sandten Beileidsschreiben an die USA.
Der deutsche Bundespräsident Johannes Rau erklärte am Abend des 11. Septembers 2001: „Hass zerstört die Welt und Hass vernichtet Menschen. Darum geht es überall […]: Dem Hass zu widerstehen und der Nächstenliebe Raum zu schaffen. Wer nicht hasst, sagt auch Nein zur Gewalt. Wer Nein zu Gewalt sagt, macht das Leben unserer Kinder erst möglich.“ Am 14. September 2001 bei einer von rund 200.000 Personen besuchten Solidaritätsdemonstration in Berlin sagte Rau: „Hass darf uns nicht zum Hass verführen. Hass blendet. […] Der beste Schutz gegen Terror, Gewalt und Krieg ist eine gerechte internationale Ordnung.“ Dies wurde als Kontrast zu der von Bundeskanzler Gerhard Schröder zuvor erklärten „uneingeschränkten Solidarität“ und Absage an einen Krieg aufgefasst.
In der St. Paul’s Cathedral in London fand ein Trauergottesdienst statt. Die Guards vor dem Buckingham Palace spielten die Nationalhymne der USA.

#### Aus der islamischen Welt
Schon wenige Tage nach den Terroranschlägen in New York und Washington veröffentlichten muslimische Gelehrte und muslimische Organisationen Erklärungen, die diese Anschläge verurteilten. So erklärte am 13. September der islamische Rechtsgelehrte Yusuf al-Qaradawi, dass trotz seiner starken Opposition gegen die Israel-Politik der USA sein Herz wegen der Angriffe auf das World Trade Center und andere US-amerikanische Institutionen blute. Der Islam als die „Religion der Toleranz“ betrachte den Angriff auf unschuldige Menschen als schwere Sünde. Seine Aussage untermauerte er mit dem Koranvers 5:32: „Wenn jemand einen Menschen tötet, der keinen anderen getötet, auch sonst kein Unheil auf Erden gestiftet hat, so ist's, als töte er die Menschen allesamt“.
Am 14. September veröffentlichte die Zeitung al-Quds al-arabi eine Stellungnahme von 46 muslimischen Persönlichkeiten aus verschiedenen Ländern, die zum Großteil Anführer von Organisationen der Netzwerke von Muslimbruderschaft und Jamaat-e-Islami waren. Die Unterzeichnenden brachten ihre Bestürzung und ihr Bedauern über die Anschläge zum Ausdruck und verurteilten „mit aller Festigkeit und Schärfe diese Geschehnisse, die zu allen menschlichen und islamischen Werten im Widerspruch stehen“.
Muhammad Sayyid Tantawi, Scheich der Azhar, veröffentlichte mehrere Statements zu den Anschlägen. Am 14. September verurteilte er die Taten als „nicht mutig“. Die Täter würden am Tag des Gerichts verurteilt werden. Bei einer weiteren Stellungnahme sagte er im Namen der Azhar, dass diese islamische wissenschaftliche Institution gegen Terrorismus jeglicher Art eintrete. Die Anschläge verstießen gegen alle religiösen Normen und rationales Denken.
Es gab aber auch muslimische Persönlichkeiten, die die Anschläge begrüßten. So veröffentlichte zum Beispiel der saudische Gelehrte Safar al-Hawālī, der in den 1990er Jahren zur Sahwa-Gruppe gehört hatte, wenige Wochen später einen Offenen Brief an den amerikanischen Präsidenten George W. Bush, in dem er die traditionelle Sympathie der Araber für die Vereinigten Staaten hervorhob, gleichzeitig aber seine Enttäuschung über den Wandel der amerikanischen Politik seit den 1970er Jahren zum Ausdruck brachte. In dem Brief steht auch die Bemerkung, dass der Schock, den die Muslime fühlten, als sie von den Anschlägen erfuhren, von einer „gewaltigen Welle der Freude“ begleitet gewesen sei.

### Militärisch (NATO-Bündnisfall)
Bereits am 12. September 2001 wies der NATO-Rat darauf hin, dass ein Bündnisfall vorliege, sobald zweifelsfrei feststehe, dass die Anschläge auf die USA vom Ausland ausgeführt worden seien. Am 2. Oktober verkündete der damalige NATO-Generalsekretär George Robertson, dass die USA Beweise für die Verantwortung von al-Qaida an den Anschlägen des 11. September vorgelegt hätten.
In der Folge beschlossen die damals 19 Mitgliedstaaten des transatlantischen Verteidigungsbündnisses (darunter neben den USA auch Deutschland, Frankreich und Großbritannien) am 4. Oktober 2001 einstimmig und erstmals in der Geschichte der NATO den Bündnisfall nach Artikel 5 des Nordatlantikvertrags und ein acht Punkte umfassendes Maßnahmenpaket. Dieses umfasste jedoch nicht den bewaffneten Einsatz von Streitkräften der Mitgliedstaaten, sondern „militärlogistische Hilfeleistungen und politische Solidaritätsbekundungen“, beispielsweise die verstärkte geheimdienstliche Zusammenarbeit, die Einräumung von Blankoüberflugrechten für die Luftstreitkräfte der Vereinigten Staaten, die Verlegung Ständiger Seestreitkräfte in den östlichen Mittelmeerraum oder die Bereitschaft zur Verlegung luftgestützter NATO-Frühwarneinheiten.
Ab Dezember 2001 unterstützten einige europäische Staaten, darunter die Bundesrepublik Deutschland, die Operation Enduring Freedom (vor allem mit dem Bundeswehreinsatz in Afghanistan) und die Operation Active Endeavour.
Der Bündnisfall wurde bislang nicht aufgehoben. Ob er noch vorliegt, ist umstritten und war seit März 2002 Gegenstand mehrerer parlamentarischer Anträge im Deutschen Bundestag.

#### Krieg in Afghanistan

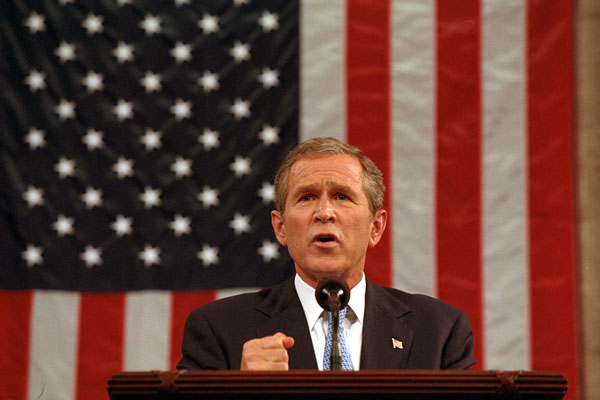
Präsident George W. Bush

Am 12. September 2001 verurteilte der UN-Sicherheitsrat mit Resolution 1368 die Anschläge einstimmig und erlaubte den USA militärische Selbstverteidigung.
Am 20. September 2001 erklärte US-Präsident Bush in einer außerordentlichen Regierungserklärung vor dem US-Kongress zunächst den Dank der USA für die internationale Solidarität und hob den „treuen Freund“ Großbritannien besonders hervor. Dann benannte er das internationale Terrornetzwerk al-Qaida unter Osama bin Laden als für die Anschläge verantwortliche Organisation, auf die alle Beweise hindeuteten, und verlangte Bin Ladens sofortige Auslieferung durch das Regime der Taliban in Afghanistan. Andernfalls kündigte er einen „Krieg gegen den Terror“ an. Dabei betonte er den Unterschied zwischen dem afghanischen Volk und seiner Regierung, deren Menschenrechtsverletzungen er kritisierte. Ferner forderte er alle Nationen ultimativ auf, sich für die Unterstützung der USA zu entscheiden: „Entweder seid ihr auf unserer Seite oder auf der der Terroristen.“ Dann differenzierte er den Islam vom Terror im Namen Allahs: Er respektiere den Glauben der Muslime; al-Qaida befinde sich in einem gotteslästerlichen Gegensatz dazu. Er nannte Anschläge auf Muslime in den USA „unamerikanisch.“ Die Rede wurde parteiübergreifend begrüßt; die Zustimmungsraten für Bush stiegen in den USA zeitweise auf über 90 Prozent.
Während Verteidigungsminister Donald Rumsfeld Afghanistan baldmöglichst angreifen wollte, erreichte Außenminister Colin Powell, dass den Taliban zuvor ein Ultimatum zur Auslieferung Bin Ladens gestellt wurde. Verhandlungen über eine Auslieferung endeten jedoch ergebnislos. Am 7. Oktober 2001 begann die US-Armee mit Bombenangriffen auf Taliban-Stellungen und Infrastruktur in Afghanistan. Eigene Bodentruppen schlossen die USA zunächst aus. Am 13. November nahm die mit ihnen verbündete Nordallianz Kabul kampflos ein; Kunduz wurde am 25. November, Kandahar am 7. Dezember besetzt. Bis zum Jahresende wurde das Regime unter Mullah Omar gestürzt. Bin Laden konnte bei der Schlacht um Tora Bora im Dezember entkommen und verbrachte die Zeit bis wahrscheinlich 2003 in einem abgelegenen Dorf in der afghanischen Provinz Kunar.

#### Krieg im Irak
Im September 2002 leitete Bush aus dem Kampf gegen den Terror das Recht der USA auf Präventivschläge ab (sogenannte Bush-Doktrin) und begründete den seit Ende September 2001 angestrebten Irakkrieg zum einen mit einer angeblichen Zusammenarbeit des Diktators Saddam Hussein mit al-Qaida, zum anderen mit seiner angeblichen Verfügung über Massenvernichtungsmittel, die er gegen die USA und in Saudi-Arabien stationierte US-Truppen einsetzen könne und wolle. Deutschland, Frankreich, Russland und China lehnten diese Doktrin, die US-Kriegsbegründungen und ihre Teilnahme am Irakkrieg ab. Der UN-Sicherheitsrat verweigerte den USA im Februar 2003 die Legitimation des Irakkrieges. Die US-Regierung bildete daraufhin eine „Koalition der Willigen“, an der auch einige NATO-Staaten teilnahmen, und begann den Irakkrieg im März 2003 ohne UN-Mandat. Er führte zum Sturz Saddam Husseins, gefolgt von jahrelangen Terroranschlägen eines neuen, irakischen Zweigs der al-Qaida und anderer Gruppen im Irak.

### Humanitäres Völkerrecht (Bekämpfung „ungesetzlicher Kombattanten“)

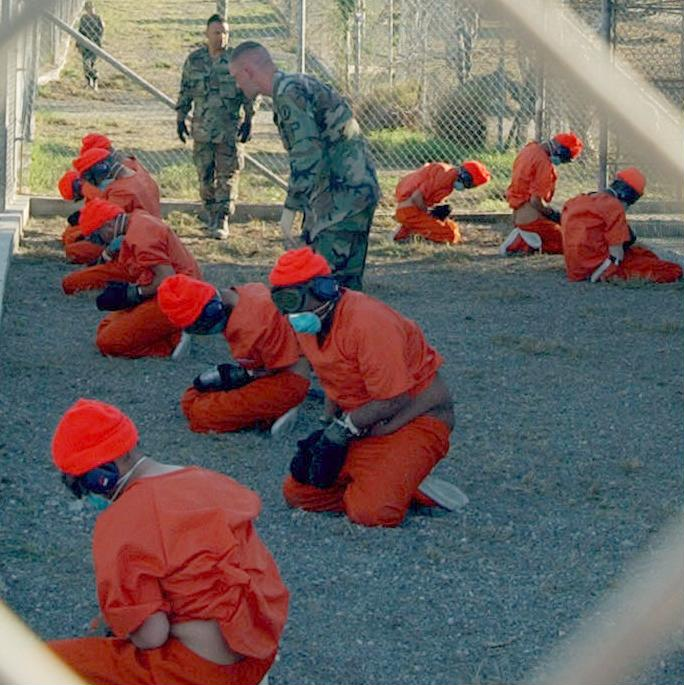
„Ungesetzliche Kombattanten“ im Camp X-Ray auf der Guantanamo Bay Naval Base, Januar 2002

Im Afghanistankrieg und im Zuge weiterer Ermittlungen nahm die US-Armee über 1.000 sog. ungesetzliche Kombattanten gefangen, größtenteils Personen arabischer oder asiatischer Herkunft. Sie wurden in das Internierungslager Guantánamo Bay, das Militärgefängnis Bagram und andere Lager außerhalb der USA gebracht, dort von der Außenwelt isoliert und jahrelang ohne Anklage und Bekanntgabe ihrer Identität festgehalten. Rechtlich definierte die US-Regierung sie als „irreguläre Kämpfer“ und versuchte so, sie geltendem Völkerrecht, etwa Artikel 4 des III. Genfer Abkommens über die Behandlung von Kriegsgefangenen, und US-Strafrecht zu entziehen. Ferner benutzten Verhörspezialisten der CIA bei einigen als Hauptverdächtige geltenden Gefangenen Methoden wie Schlafentzug und Waterboarding, die nach internationalem Recht als Folter definiert sind. Dies führte zu anhaltenden internationalen Protesten von Menschenrechtsorganisationen und verbündeten westlichen Staaten.
Die Folterpraktiken und Militärausnahmeverfahren, denen die Gefangenen unterzogen und unterstellt wurden, stießen auch in den USA auf Widerspruch. Eine Klage auf öffentliche Strafverfahren vor US-Gerichten wurde in der Berufungsinstanz abgewiesen. Ein Urteil im Juni 2008 verpflichtete die US-Regierung, diese Gefangenen nach US-amerikanischen Rechtsstandards zu behandeln. Im November 2009 kündigte US-Justizminister Eric Holder an, dass die mutmaßlichen Drahtzieher der Terroranschläge vor ein Zivilgericht in New York gestellt werden. Chalid Scheich Mohammed und vier Mitangeklagte aus dem Lager Guantánamo sollen sich in der Nähe des früheren World Trade Center für ihre Taten verantworten. Die Zivilverfahren sollen die bisherigen Militärverfahren vor umstrittenen Sondertribunalen in Guantánamo ersetzen, die vom früheren US-Präsidenten George W. Bush eingesetzt worden waren. Manche Opferangehörige kritisierten diese Entscheidung.

### Internationale Beziehungen
Der Politikwissenschaftler Jochen Hippler ordnete 2003 den Afghanistan- und den Irakkrieg der USA nicht nur als Reaktion auf die Anschläge ein, sondern auch als Fortsetzung einer unilateralen US-Außenpolitik. Diese habe ihre Stellung als einzige verbliebene Supermacht nach dem Kalten Krieg genutzt, um ein seit etwa 1995 vorliegendes neokonservatives Programm zu verwirklichen, „Schurkenstaaten“ und feindliche Regimes zu entmachten, US-Macht im Mittleren Osten und Zentralasien auszudehnen und ihre weltweite Führungsrolle zu stärken. Diese Sicht vertreten auch Wissenschaftler in den USA, etwa George Leaman.
Die Terroranschläge hätten diese Politik zunächst erheblich erleichtert, doch der mit Vorwänden herbeigeführte Sturz des Baath-Regimes habe Gewalt und Terror im Irak enorm verschärft, die Kluft zwischen vom Westen unterstützten arabischen Diktaturen und ihrer Bevölkerung vertieft und so die Instabilität der Nahostregion verstärkt. Zugleich habe er die internationale Solidarität mit den USA beendet, die Autorität der UNO und des Völkerrechts und das Verhältnis des Westens zur islamischen Welt beschädigt, eine Kluft zwischen USA und Europa und zwischen Unterstützer- und Ablehnerstaaten in der EU erzeugt und so eine einheitliche Außen- und Militärpolitik der EU erschwert.
Die Kriege, die die USA im Anschluss an die Anschläge führten, und das neokonservative Projekt des „Benevolent Imperialism“ zur Verbreitung von Demokratie und Marktwirtschaft im Mittleren Osten werden heute als imperiale Überdehnung angesehen und von den USA nicht mehr verfolgt.

### Innenpolitik (USA)
Die Anschläge führten zu einer vorher nicht dagewesenen Ausweitung der präsidentiellen Macht und einer faktischen Aufhebung der Gewaltenteilung in den Vereinigten Staaten. Dies beruhte, neben der Rolle des Präsidenten als verfassungsgemäßes Haupt der Exekutive und Oberbefehlshaber der amerikanischen Streitkräfte, vor allem auf der Theorie der unitary executive, der „einheitlichen Exekutive“. Danach stehe die Exekutive rechtlich über Legislative und Judikative, seine Fähigkeit, seine verfassungsmäßige Pflicht zu erfüllen und das amerikanische Volk zu schützen, dürfe nicht durch Beschlüsse des Kongresses behindert werden: Demnach könne er autonom darüber entscheiden, ob und wie er die Gesetze anwende. Der Kongress folgte Bush in dieser Auslegung der Verfassung, lediglich der Oberste Gerichtshof der Vereinigten Staaten beharrte in mehreren Entscheidungen seit 2004 darauf, dass rechtsstaatliche Prinzipien wie Habeas Corpus und die Gewaltenteilung auch weiterhin Gültigkeit besäßen.
Unter dem Begriff Disaster Preparedness verstärkte die US-Regierung Mittel, Personal, Kompetenzen und Aufgaben für den Katastrophenschutz, die Flughafensicherheit und Luftsicherheit. Am 14. September 2001 wurde der Ausnahmezustand verhängt.
Im Oktober 2001 wies Vizepräsident Dick Cheney acht Inlandsgeheimdienste an, ein bestehendes Gesetz aus den 1970er Jahren, das Schleppnetz- und Rasterfahndung ohne richterliche Anordnung verbot, zu umgehen. Am 26. Oktober 2001 trat der USA PATRIOT Act in Kraft, der „inländischen Terrorismus“ als Beeinflussen der Regierung durch Einschüchterung oder Zwang definiert und US-Bundesbehörden weitreichende Eingriffe in Bürgerrechte für Anti-Terror-Ermittlungen erlaubt: etwa das Überwachen verdächtigter Personen ohne richterliche Anordnung, das geheime Abhören von Telefonaten, Speichern von Verbindungsdaten und Ausspionieren von E-Mail-Kontakten, das Einholen von personengebundenen Informationen bei Versicherungen, Geldinstituten und Arbeitgebern, das Inhaftieren und Ausweisen terrorverdächtiger Ausländer ohne Angaben und richterliche Prüfung von Verdachtsmomenten und mit erschwerten Haftprüfungsrechten. Danach wurden bis 2003 über 5000 Ausländer, meist junge männliche Muslime mit Kontakten in arabischen Staaten, verhaftet, davon 531 ausgewiesen, manche bis zu acht Monaten festgehalten, aber keiner von ihnen wurde angeklagt. Zwar erklärte der Supreme Court einige dieser Bestimmungen seit 2004 für verfassungswidrig, doch im März 2006 verlängerte der US-Kongress 14 von 16 Bestimmungen des USA PATRIOT Act unbefristet. Bush brach die Gesetzesauflage, dem Kongress vollständig Auskunft über die Umsetzung der Maßnahmen zu geben – insgesamt wurden in den USA neben dem zentralen Ministerium für Heimatsicherheit mit 170.000 Beschäftigten 263 Sicherheitsbehörden neu gegründet oder reorganisiert; 1200 staatliche Organisationen und 1931 private Firmen befassen sich seither mit Gefahrenabwehr.
Ähnliche Gesetze verabschiedeten auch andere westliche Staaten, verschärften Einreisebedingungen und weiteten Personenüberwachung aus. Die Bundesrepublik Deutschland führte die Rasterfahndung und Kronzeugenregelung aus der RAF-Bekämpfung der 1970er Jahre wieder ein und verabschiedete zwei „Antiterrorpakete“, die u. a. das Terrorismusbekämpfungsgesetz enthielten. Gesetzesentwürfe zur Einführung einer Präventionshaft (2004), zur Telekommunikationsüberwachung (2005), zur Erlaubnis von Abschüssen entführter Flugzeuge und zur präventiven Rasterfahndung (2006), zur geheimen Online-Durchsuchung privater Computer (2008) sowie zur Vorratsdatenspeicherung (2010) erklärte das Bundesverfassungsgericht jeweils für verfassungswidrig.

### Innenpolitik (EU)
Der Europäische Rat beschloss am 21. September 2001, den Terrorismus im Gebiet der Europäischen Union (EU) vorrangig zu bekämpfen. Mit dem Gemeinsamen Standpunkt 931 vom 27. Dezember 2001 trafen die EU-Mitgliedstaaten einstimmig zusätzliche Maßnahmen zur Terrorbekämpfung. Besonders mit Verordnung (EG) Nr. 2580/2001 wurde eine einheitliche Liste mit Personen, Vereinigungen oder Körperschaften beschlossen, die zur Terrorbekämpfung und -prävention mit Finanzsanktionen belegt werden (Einfrieren von Geldern und wirtschaftlichen Ressourcen, Bereitstellungsverbot von Geldern und wirtschaftlichen Ressourcen) dürfen. Damit und mit der sogenannten EU-Terrorliste erfüllte die EU die UN-Resolution 1373.

### Justizielle Folgen

#### Strafverfahren
Mounir al-Motassadeq war in der al-Qaida an den Vorbereitungen der Terroranschläge beteiligt. Er wurde daher nach einem mehrjährigen Verfahren in Deutschland schuldig gesprochen, bei der Entführung der Flugzeuge und der Ermordung der Passagiere und Besatzungsmitglieder mitgewirkt zu haben. Die Vernichtung des World Trade Centers war ihm strafrechtlich nicht anzulasten. Er wurde daher wegen Beihilfe zum Mord in 246 Fällen und Mitgliedschaft in einer terroristischen Vereinigung am 8. Januar 2007, rechtskräftig seit 2. Mai 2007, zu einer Freiheitsstrafe von 15 Jahren verurteilt.
Seit 11. Februar 2008 sind Chalid Scheich Mohammed, Ramzi Binalshibh, Ali Abdel Asis Ali, Mustafa Ahmed al-Hausaui und Walid bin Attasch von den Vereinigten Staaten im Zusammenhang mit der Planung und Durchführung der Anschläge angeklagt. Das Strafverfahren gegen einen weiteren Angeklagten wurde 2008 eingestellt.

#### Zivilverfahren auf Entschädigung
Silverstein Properties hatte in Kooperation mit dem Einkaufszentrumsbetreiber Westfield America sechs Wochen vor den Anschlägen das World Trade Center für 99 Jahre gepachtet und für 3,5 Milliarden Dollar versichert. Dem Immobilienunternehmen und seinen Mitstreitern wurden nach langjährigen Rechtsstreitigkeiten mit verschiedenen Versicherungsunternehmen Entschädigungen in Höhe von 4,6 Milliarden Dollar zugesprochen. Ursprünglich wurden zunächst 7 Milliarden US-Dollar und etwas später 12,3 Milliarden US-Dollar eingeklagt. Neun Versicherungsunternehmen, darunter die Allianz Global Risks US Insurance, mussten schließlich die doppelte Schadenssumme bezahlen, da es sich nach Ansicht des Klägers und des Gerichts bei den beiden Flugzeugeinschlägen um zwei unterschiedliche Schadensfälle handelte. Zudem erhielt Silverstein im Juni 2002 bereits 861 Millionen Dollar für das separat versicherte WTC 7.
Am 5. September 2012 wurde eine weitere Klage vom Silverstein-Tochterunternehmen World Trade Center Properties LLC gegen American Airlines und United Airlines in den Vereinigten Staaten zugelassen. Den Fluggesellschaften wurde vorgeworfen, durch mangelhafte Sicherheitskontrollen fahrlässig den Zustieg von 19 Terroristen auf ihre Flugzeuge zugelassen zu haben, womit sie eine rechtliche Verantwortung an der Vernichtung der Gebäude des World Trade Centers tragen sollen. Die Streitsumme belief sich auf 2,8 Milliarden US-Dollar. In einem Vergleich akzeptierten die Kläger 2015 einen Betrag in der Höhe von 95,2 Millionen USD.
Im Juli 2016 gab die US-Regierung die bis dahin geschwärzten Seiten eines Kongressberichts frei, die Kontakte einiger Attentäter zur Regierung Saudi-Arabiens belegten oder nahelegten. (zum Hintergrund dazu siehe 9/11-Kommission#Ungeklärte Rolle Saudi-Arabiens). Im September 2016 beschloss das Repräsentantenhaus das Gesetz Justice Against Sponsors of Terrorism Act (JASTA), das die Immunität terrorverdächtiger Staaten aufzuheben erlaubt. Daraufhin reichte eine New Yorker Anwaltskanzlei am 17. März 2017 im Namen von mehreren Tausend Opfern und Angehörigen eine Klage auf Schadensersatz gegen den Staat Saudi-Arabien ein. Diesem wird finanzielle und insbesondere logistische Unterstützung al-Qaidas vorgeworfen, ohne die die Anschläge nicht hätten durchgeführt werden können.
Der US-amerikanische Richter George B. Daniels hat ein Versäumnisurteil erlassen, wonach der Iran den Opfern der Anschläge mehr als 6 Milliarden US-Dollar zahlen müsse. Im Prozess wurde behauptet, der Iran habe die Entführer mit Schulungen und anderer Unterstützung unterstützt. Der Iran wäre angewiesen, „12,5 Millionen USD pro Ehepartner, 8,5 Millionen USD pro Elternteil oder Kind und 4,25 Millionen USD pro Geschwister, jährlich verzinst mit 4,96 % (ab dem 11. September 2001 bis zum Datum des Urteils)“ an die Familien des Verstorbenen zu zahlen, hieße es in den Gerichtsakten.

### Wirtschaftlich
Obwohl die Terroristen mit dem World Trade Center die amerikanische Finanz- und Wirtschaftsmacht treffen wollten, blieben die ökonomischen Folgen der Anschläge vergleichsweise gering. Der Dow-Jones-Index verlor nach Wiedereröffnung der New Yorker Börse am 17. September 2001 rund sieben Prozent. Der Anteil an Arbeitsplätzen der Finanzbranche am Standort New York sank von 25 auf 20 Prozent innerhalb von zehn Jahren. Allerdings nahm die relative Bedeutung von New York in der Finanzbranche schon seit den 1990er Jahren ab, sodass die Terroranschläge nicht als einziger Faktor für diese Entwicklung betrachtet werden können. Die Störung des amerikanischen Wirtschaftslebens, die durch die Anschläge verursacht wurde, wird auf insgesamt nur ein Prozent des Bruttoinlandsprodukts geschätzt. Eine Rezession lösten die Anschläge nicht aus, obwohl mit Blick auf das Platzen der Dotcom-Blase im März 2000 ebendies befürchtet wurde. Das Wirtschaftswachstum in den USA und auch weltweit zog nach 2001 bald wieder an, was auch auf das massive Deficit spending zurückgeführt werden kann, mit dem die USA die sich anschließenden Kriege finanzierten. Ob die massive Staatsverschuldung der Vereinigten Staaten (2001 hatten sie noch einen Haushaltsüberschuss, 2018 betrug die Staatsverschuldung über 22 Billionen Dollar) indirekt auf die Anschläge zurückgeführt werden kann oder ihre Ursache in der Großen Rezession ab 2007 hat, ist umstritten.
Mit einem Gesamtschaden von kolportierten 40 Milliarden US-Dollar gilt 9/11 als kostspieligstes Einzelereignis in der Versicherungsgeschichte.

## Gedenken und Gedenkstätten

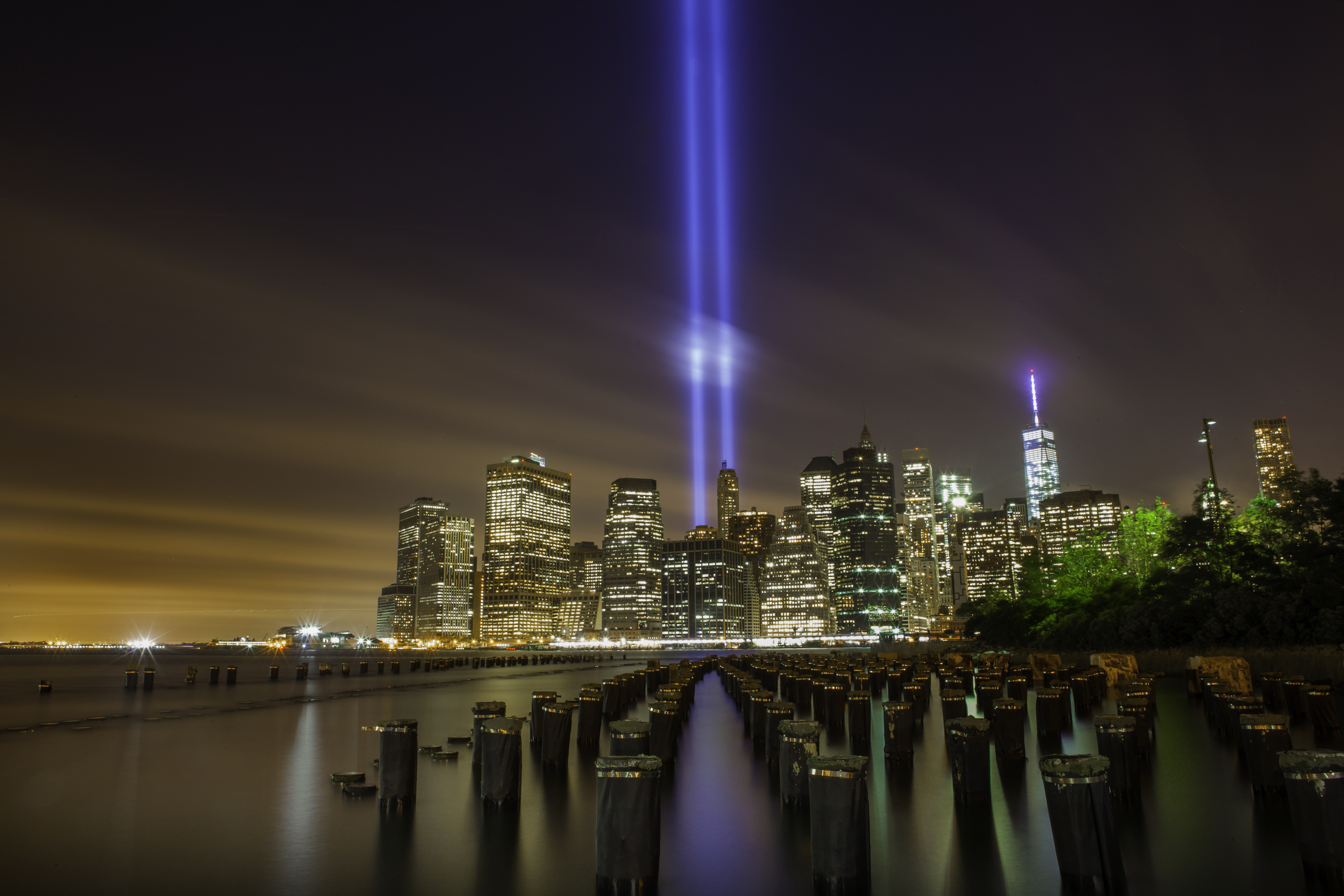
Tribute in Light

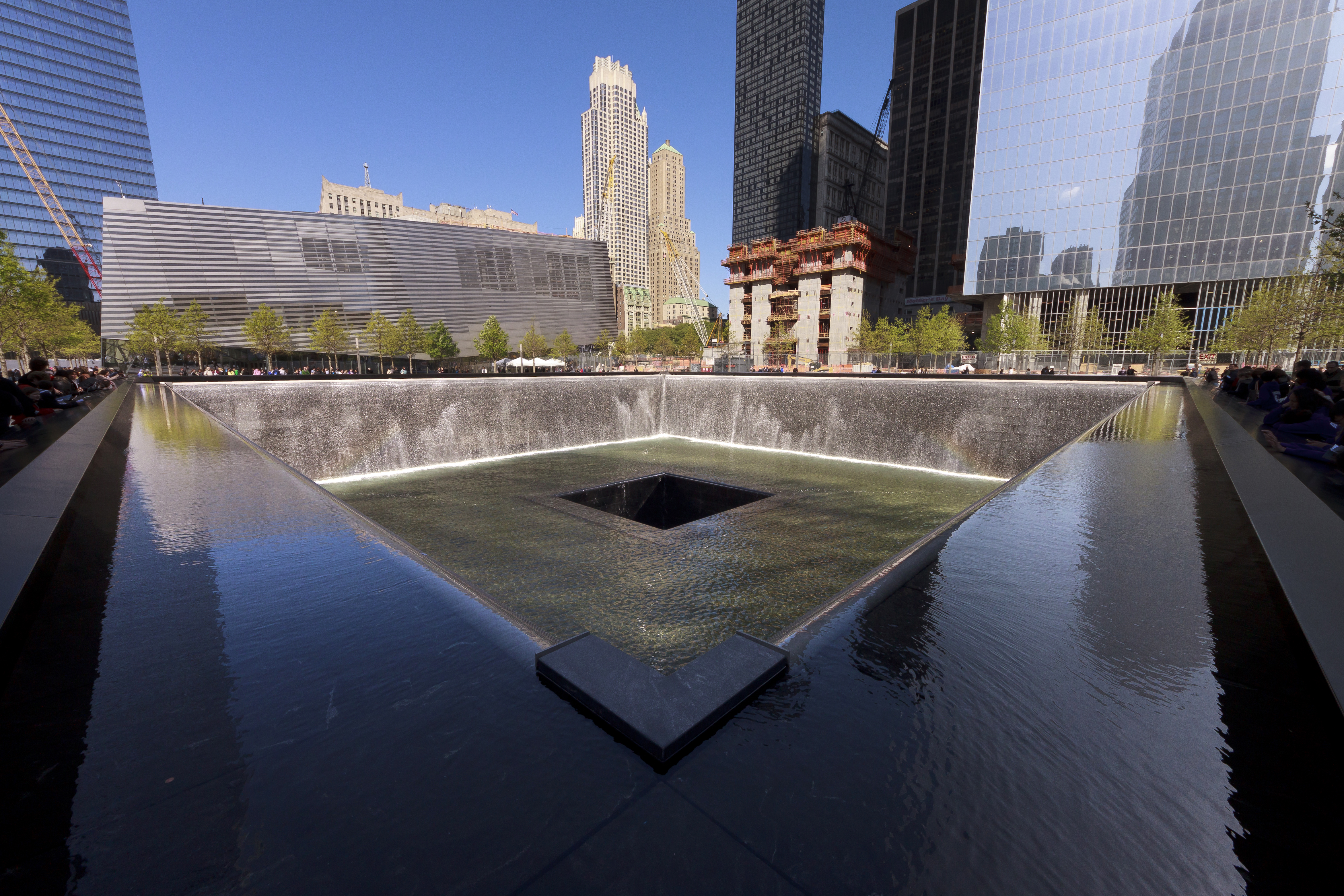
South Pool des 9/11 Memorial

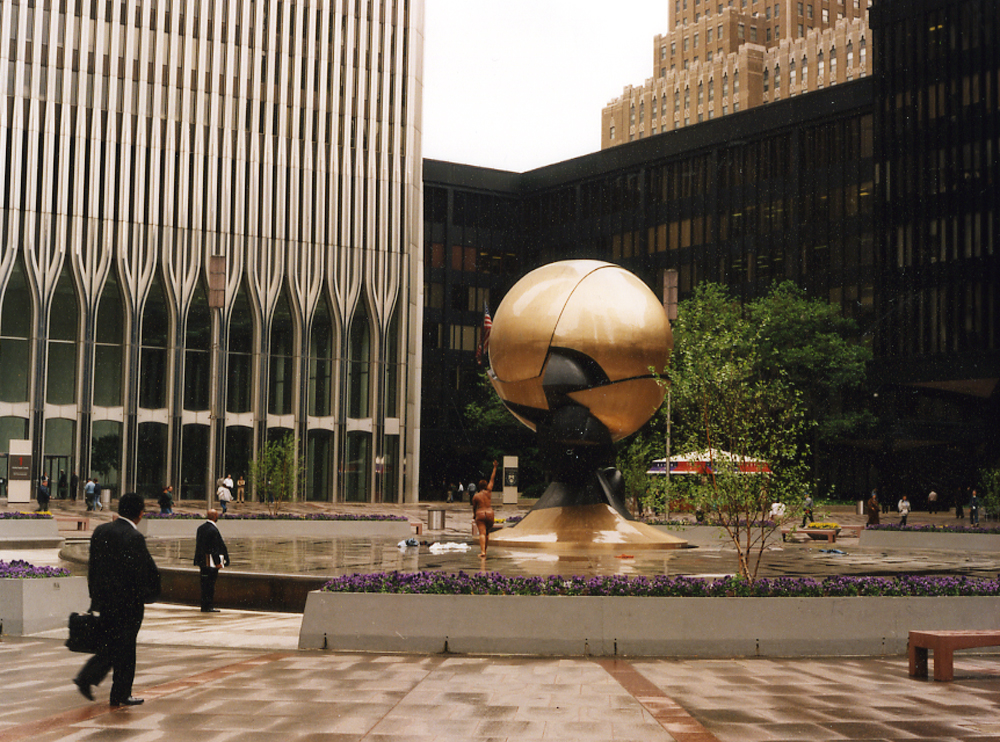
Fritz Koenigs monumentale Große Kugelkaryatide N.Y. auf dem Vorplatz des World Trade Centers überlebte als einziges Kunstwerk den Einsturz der Twin Towers

Rund um den Ground Zero in New York hinterließen verzweifelte Angehörige in den ersten Tagen nach den Anschlägen ihre Vermisstenanzeigen an Absperrzäunen und Wandflächen. Daraus entwickelten sich spontane Gedenkstätten. Mittels Hinterlegen von Fotos, Kerzen, Briefen und persönlichen Gegenständen drückten zahlreiche Menschen ihr Mitgefühl und Beileid für die Vermissten und verstorbenen Opfer aus. An den Tagen nach den Anschlägen gab es zahlreiche Angebote und Aktionen den Opfern zu helfen. Blutspenden, kostenfreie Hotelbenutzung, medizinische Versorgung und Medikamente für Menschen ohne Aufenthaltsnachweis oder mietfreien Büroraum für Gruppenzusammenkünfte wurden organisiert und bereitgestellt. In der Folge wurden ungezählte Benefiz-Konzerte veranstaltet und Einnahmen aus CD-Verkäufen zu großen Teilen gespendet. Neue Hilfsfonds wurden ins Leben gerufen bzw. wurde innerhalb bestehender Hilfsfonds ein neuer Schwerpunkt für betroffene Familien und Kinder gegründet. Bekannt wurden z. B. die Coalition of 9/11 Families, die Children of September 11th, der New York Police and Fire Widows’ and Children’s Benefit Fund oder der New York Times 9/11 Neediest Cases Fund. Zudem wurden viele Selbsthilfegruppen gegründet, deren spezielle Schwerpunkte sich aus der Gruppenzusammensetzung der Opfer und der Situation der Angehörigen ergaben.
In einer landesweit im Fernsehen übertragenen Trauerfeier aus dem Yankee Stadium von New York gedachten am 23. September 2001 Vertreter aller in New York beheimateten Gruppen und Religionen der Toten und beteten gemeinsam. Die Trauerfeier wurde begleitet von musikalischen Einlagen von Placido Domingo, Bette Midler und dem Harlem Boys Chor.
Alljährlich wird am 11. September mit zahlreichen Gedenkfeiern an die Opfer der Anschläge erinnert, insbesondere in New York, am Pentagon und in Shanksville. In New York werden üblicherweise die Namen der 2791 Menschen, die hier bei dem Anschlag ums Leben kamen, durch deren Angehörige in alphabetischer Reihenfolge verlesen.
Am 11. März 2002 – sechs Monate nach den Anschlägen – erleuchtete erstmals das Tribute in Light den New Yorker Nachthimmel. Seither wird die Lichtinstallation alljährlich am 11. September zwischen Sonnenuntergang und Sonnenaufgang wiederholt. Vom Battery Park aus bilden die harten Lichtstrahlen von 88 Xenon-Scheinwerfern à 7000 Watt die Zwillingstürme nach.
In der Liberty Street wurde 2006 in der Feuerwache 10 des New York City Fire Departments eine Gedenkwand als offizielles Mahnmal für die am 11. September ums Leben gekommenen 343 New Yorker Feuerwehrmänner eingeweiht. Zudem nimmt eine Paradegruppe des FDNY zum Gedenken an der alljährlichen „St. Patrick’s Day“-Parade teil und trägt dabei symbolische 343 amerikanische Flaggen.
Zum Gedenken wurden zahlreiche Erinnerungsstätten geschaffen, darunter das Pentagon-Memorial, das Flight 93 National Memorial, das Staten Island September 11 Memorial und das National September 11 Memorial and Museum.

### National September 11 Memorial & Museum
Auf dem Gelände des alten World Trade Centers befindet sich die am 11. September 2011 eingeweihte Gedenkstätte National September 11 Memorial mit dem angeschlossenen 9/11-Museum und dem Liberty Park. Der Entwurf der als 9/11-Memorial bekannten Gedenkstätte stammt von Michael Arad und dem Landschaftsarchitekten Peter Walker mit Unterstützung des Architekten Max Bond. Zentrum des Memorials bilden zwei große rechteckige Hohlräume, die an die Fundamente der zerstörten Zwillingstürme und deren Verlust erinnern. Von dort kann der Besucher die beiden neun Meter tiefer gelegenen Wasserbassins betrachten. Diese fangen ihrerseits fallende Wasserkaskaden auf. Die als Reflecting Absence (deutsch: Spiegelung des Nichtvorhandenseins) bekannten Pools sind mit den eingravierten Namen aller Opfer der Anschläge vom 11. September 2001 und des Bombenanschlags auf das World Trade Center 1993 umsäumt.
Am 16. August 2017 wurde am Rande des Liberty Parks die Große Kugelkaryatide N.Y. des deutschen Bildhauers Fritz Koenig neu eingeweiht. Die 20 Tonnen schwere Bronze-Skulptur mit einem fast acht Meter großen Durchmesser befand sich seit 1971 auf dem Vorplatz des World Trade Centers und konnte nach den Anschlägen beschädigt aus den Trümmern geborgen werden. Seither ist das in den USA als The Sphere bekannte Kunstwerk zu einem bedeutenden symbolischen Monument des 9/11-Gedenkens transformiert worden.
Unmittelbar neben dem neuen Standort von The Sphere wurde am 4. Juli 2022 die von Santiago Calatrava entworfene St. Nicholas Greek Orthodox Church and National Shrine eingeweiht. Das für 85 Millionen Dollar wiedererrichtete Gotteshaus mit dem nationalen Schrein ist ein weiterer wichtiger Bestandteil des 9/11-Memorials.

## Wiederaufbau des World Trade Centers
Neben den Zwillingstürmen wurden auch die restlichen fünf Gebäude des World Trade Centers zerstört. 23 weitere Gebäude, die das WTC umgaben, wurden zum Teil so schwer beschädigt, dass sie später abgerissen wurden. Komplett zerstört wurde die kleine St. Nicholas Greek Orthodox Church. Stark beschädigt wurden die Gebäude 90 West Street, 130 Cedar Street, das New York Telephone Building, 30 West Broadway (Fiterman Hall), drei Gebäude des World Financial Centers sowie der Wintergarten dazwischen. Das schwer beschädigte Deutsche Bank Building (auch 130 Liberty Street bzw. Bankers Trust Building genannt) wurde nach langem Versicherungsstreit bis 2011 abgetragen. Zuvor war es jahrelang komplett schwarz umhüllt und trug eine große US-Flagge auf der zum Ground Zero gerichteten Seite. An Stelle des Bankgebäudes wurde die St. Nicholas Greek Orthodox Church errichtet. Das Gebäude 30 West Broadway (Fitterman Hall) wurde von November 2008 bis Sommer 2009 abgerissen und durch einen Neubau ersetzt – die Eröffnung fand am 12. August 2012 statt. Ebenso zerstört und wiederaufgebaut wurden vier U-Bahn-Stationen der New Yorker Subway.
Die Bebauung des neuen World Trade Centers begann das Immobilienunternehmen Silverstein Properties am 7. Mai 2002 mit der Errichtung des neuen 7 World Trade Center auf dem Gelände des eingestürzten Vorgängerbauwerkes World Trade Center 7. Der 226 Meter hohe Büroturm an der Greenwich Street wurde am 23. Mai 2006 eröffnet.
Am 2. April 2006 wurde mit dem Bau des ursprünglich als Freedom Tower benannten One World Trade Center als Nachfolgebebauung des zerstörten World Trade Centers begonnen. Das 1 WTC wurde nach langen Streitigkeiten zwischen dem Architekten Daniel Libeskind und Larry Silverstein, dem Pächter des WTC-Geländes, letztlich von dem Architekten David Childs entworfen. Nach sieben Jahren Bauzeit erreichte der Wolkenkratzer im Mai 2013 seine Endhöhe von 541,32 Meter und wurde am 3. November 2014 eröffnet. Die symbolische Höhe von umgerechnet 1776 Fuß soll an die Unabhängigkeitserklärung der Vereinigten Staaten von 1776 erinnern und geht auf den ursprünglichen ersten Entwurf von Daniel Libeskind zurück.
Neben dem One World Trade Center sind das im Juni 2018 eröffnete 329 Meter hohe Three World Trade Center und das im November 2013 eröffnete 298 Meter hohe Four World Trade Center bereits vollendete Bausteine des neuen WTC-Komplexes. Die Bauarbeiten am Two World Trade Center stehen seit 2013 still. Der Bau eines 5 World Trade Center soll an der Adresse des ehemaligen Deutsche Bank Buildings im Jahre 2023 starten. Im Zentrum des wiederaufgebauten World Trade Center-Komplexes steht das National September 11 Memorial and Museum mit den beiden zum Gedenken errichteten Wasserbassins, dem 9/11-Museum und dem Liberty Park.
Unterhalb der World Trade Center Site befindet sich die vom spanischen Architekten Santiago Calatrava entworfene U-Bahn-Station World Trade Center mit der Shopping-Mall Westfield World Trade Center, dem größten Einkaufskomplex Manhattans. Das im April 2016 eröffnete Bauwerk mit dem Namen Oculus gilt mit Baukosten von mehr als vier Milliarden Dollar als teuerster Bahnhof der Welt.

## Gesellschaftliche Debatten

### Soziologie
Zu den längerfristigen und tiefergehenden Ursachen des islamistischen Terrors gibt es verschiedene Theorien: „Antiimperialistische“ Erklärungsmuster machen den Westen, besonders die Nahostpolitik der USA und Israels, für den Hass und die Radikalisierung vieler Muslime verantwortlich. So wurde Osama bin Laden oft als Produkt der CIA und seine Anschlagsplanung als Folge einer verfehlten US-Außenpolitik im Kalten Krieg betrachtet. Diese sei schließlich auf die USA selbst zurückgefallen (Blowback).
Auch das Versagen der reichen westlichen Industriestaaten gegenüber dem Problem der Armut durch eine einseitige Globalisierung habe dem Terror (nicht jedoch ihren Drahtziehern) einen Nährboden geschaffen. Diese Sicht vertreten vielfach linke Intellektuelle wie Noam Chomsky oder Menschenrechtler wie die Inderin Arundhati Roy.
Aus kultursoziologischer Perspektive wird das Phänomen des sogenannten Islamischen Terrorismus auch als Frontbildung gegen kulturelle Modernisierung im jeweiligen Heimatland gedeutet. Die Verunsicherung, die mit dem Brüchigwerden alter tradierter Strukturen und Ideologien einhergehe, werde durch verstärkte Besinnung auf die eigenen Wurzeln (z. B. den Salafismus) kompensiert und im terroristischen Kampf gegen die westliche Welt ausgelebt. Durch den spektakulären Anschlag im Zentrum der westlichen Welt wollten die Täter angeblich die Verletzlichkeit der „Juden und Kreuzfahrer“ symbolisch demonstrieren. In dieser Perspektive wird die Ideologie der Täter als „Islamfaschismus“ gedeutet und die Komponente des Antisemitismus darin betont.

### Zäsur
Ob die Anschläge vom 11. September 2001 eine historische Zäsur bedeuten, ist in Publizistik und Fachwissenschaft umstritten. Zeitgenossen nahmen sie zunächst eindeutig als solche wahr. Die New York Times etwa schrieb am 12. September 2001, es sei „einer jener Momente, in denen die Geschichte sich teilt und wir die Welt als ‚vorher‘ und ‚nachher‘ definieren“. In Deutschland titelten an diesem Tag sowohl die Bild-Zeitung als auch die Frankfurter Allgemeine Zeitung unabhängig voneinander: „Es wird nichts mehr so sein, wie es war“.
Doch bereits wenige Jahre später widersprachen Historiker und Politikwissenschaftler in zwei Bänden der Wahrnehmung der Zeitgenossen. Sie betonten die Kontinuität des amerikanischen Hegemonialstrebens gegenüber der islamischen Welt und der Neigung, internationale Konflikte manichäisch als Kampf zwischen Gut und Böse wahrzunehmen. Auch auf der Linken betonte man eher die Kontinuität des Imperialismus und „amerikanischen Suche nach Weltherrschaft“ (so der Untertitel eines Buchs von Noam Chomsky).
2011 veröffentlichte der Amerikanist Michael Butter den Band 9/11, kein Tag, der die Welt veränderte. Darin argumentiert er, dass die konkreten Veränderungen, die seit 2001 in der amerikanischen Politik eingetreten seien, nicht monokausal auf die Anschläge zurückgeführt werden könnten. Diese seien weniger Auslöser als Katalysator von Entwicklungen gewesen, die durch sie schneller und offensichtlicher abgelaufen seien. Der Historiker Martin Sabrow dagegen führt die Anschläge vom 11. September als Beispiel für eine historische Zäsur an, wenn auch nur als eine „orthodoxe Zäsur“: Diese lasse, im Unterschied zur „heterodoxen Zäsur“ wie dem Mauerfall am 9. November 1989, geltende Basisnormen und -vorstellungen intakt und schaffe „keine neuen Sichtachsen und Denkhorizonte, sondern bestätigte bereits vorher bekannte“. Für den Sozialwissenschaftler Samuel Salzborn waren die Anschläge der „Auftakt einer antisemitischen Revolution, die sich gegenwärtig weltweit im Gange befindet“. Sie richte sich nicht nur gegen Juden, sondern stelle generell eine Bedrohung für die Werte der Aufklärung dar, namentlich das Versprechen, jedes Individuum könne zu einem sich selbst bestimmenden Subjekt werden.
Der Historiker Manfred Berg wägt kontrafaktisch ab, welche Ereignisse ohne die Anschläge als unwahrscheinlich gelten müssten, denn nur wenn es mehrere von ihnen gebe, könne man von einer Zäsur sprechen. So ließen sich der Krieg gegen den Terror, der Afghanistankrieg und der Irakkrieg eindeutig auf die Anschläge zurückführen, ebenso die enorme Ausdehnung der Macht der Exekutive in den USA. Mit zunehmendem zeitlichen Abstand könne von einer „unipolaren Welt“, die manche Kommentatoren zu Beginn des Jahrtausends kommen sahen, angesichts der amerikanisch-chinesischen Rivalitäten keine Rede sein. Auch präge die Gefahr einer Wiederholung der Anschläge das Alltagsleben der Menschen in den USA und Europa nicht. Daher überwiege der Eindruck, „dass ‚9/11‘ kein historischer Einschnitt war, der die längerfristigen weltpolitischen und weltwirtschaftlichen Trends entscheidend veränderte“.

### Verschwörungstheorien
Zu den Anschlägen am 11. September 2001 gibt es zahlreiche Websites, Bücher und Filme, die Verschwörungstheorien über die Taten thematisieren. Eine Vielzahl der Theorien beinhaltet, dass die US-Regierung und ihre Nachrichtendienste die Anschläge wissentlich zugelassen oder selbst durchgeführt haben. Anhänger des sogenannten 9/11 Truth Movement fordern seit 2005 eine neue Untersuchung der Ereignisse. Ihren Thesen widersprechen neben den Experten der FEMA und des NIST auch zahlreiche Wissenschaftler.

## Dokumentarfilme
- 11. September – Die letzten Stunden im World Trade Center (französ./amerikanischer Dokumentarfilm von Jules und Gédéon Naudet, 2002); ursprünglich hatten die Filmemacher einen Film über einen „Feuerwehrmann in Ausbildung“ beim FDNY geplant. Dabei geriet das Filmteam in die Rettungsaktion der Feuerwehr, und es gelangen ihnen dramatische Bilder über die Katastrophe und den Umgang der Menschen mit ihr. Der Film zeigt den Einschlag des ersten Flugzeugs in den Nordturm.
- 9/11 – Die letzten Minuten im World Trade Center – Doku-Drama, USA u. GB 2006 (Rekonstruktion des Infernos, basiert auch auf Aussagen Überlebender, Polizeiberichten, Aufzeichnungen von Telefonaten. Regie: Richard Dale; Originaltitel: 9/11: The Twin Towers)
- Twin Towers (US-amerikanischer Dokumentarfilm, USA, 2003, Regie: Bill Guttentag) über zwei Brüder, die am 11. September starben.
- Fahrenheit 9/11 (2004, kritisch-sarkastischer Doku-Film des Regisseurs Michael Moore, der die Politik der US-Regierung vor und nach der Zerstörung des WTC schildert)
- 9/11: Inside the President´s War Room. (Dokumentarfilm, 2021; Drehbuch und Regie: Adam Wishart), eine BBC und Apple tv+ -Produktion, die viele bisher nicht veröffentlichte Bilder/Videos zeigt, vorrangig in einer Rekonstruktion des Tagesablaufs am 11. September aus der Sicht des US-Präsidenten zusammen mit aktuellen (2021) Interviews u. a. mit dem ehemaligen Präsidenten Bush, die in den Tagesablauf eingeschnitten/-gefügt werden. (Widmung: den Opfern der Anschläge)[212]

## Künstlerische Rezeption

### Musik
Viele Musiker reagierten auf die Anschläge mit besonderen Werken. In vielen dieser Titel standen Betroffenheit, Trauer, Gedenken und der Wunsch nach Toleranz im Vordergrund.
In den USA wurde der Song Only Time von Enya in der Version mit eingeblendeten Stimmen Betroffener zur inoffiziellen Hymne zum 11. September. Das Hardcore-Techno-Lied We Will Never Forget von American Hardcore Alliance gedenkt der Opfer. Der Country-Musiker Alan Jackson komponierte den Song Where were you when the world stopped turning?, Darryl Worley den Song Have You Forgotten?. Weitere solche Themenwerke sind das Studioalbum The Rising von Bruce Springsteen, Let’s Roll mit Bezug auf den Widerstand der Passagiere auf dem Flug UA-93 von Neil Young, „Believe“ von Yellowcard und Towers On Fire von der brasilianischen Thrash-/Death-Metal-Band Torture Squad. When the Eagle Cries von Iced Earth bezieht sich auf den Weißkopfseeadler, das Wappentier der USA, dessen Tränen die Trauer der USA symbolisieren. Der deutsche Rapper Curse veröffentlichte am 16. September 2001 den Freetrack Nichts wird mehr so sein wie es war, in dem er zu mehr Toleranz und Verantwortung aufforderte.
Andere widmeten ihre Auftritte und Aufnahmen den Opfern. Michael Jackson schrieb das Lied What More Can I Give mit dem Ziel, 50 Millionen Dollar für die Opferangehörigen einzunehmen. Paul McCartney war am 11. September 2001 in New York und schrieb danach den Song Freedom für ein Tribute-Konzert. Sting widmete sein für den 11. September in der Toskana angesetztes Konzert den Opfern, nachdem seine ausgewählten Konzertgäste sich gegen eine Absage ausgesprochen hatten. Die Konzertaufnahme erschien als Live-Album mit dem Titel All This Time, der Klassiker Fragile daraus erschien auf dem Album America: A Tribute to Heroes. Der Saxophonist Sonny Rollins gab am 15. September 2001 ein Konzert in Boston, dessen Live-Aufnahme unter dem Titel Without a song: the 9/11 Concert erschien. Melissa Etheridge widmete ihren Song Tuesday Morning Mark Bingham und den anderen Passagieren, deren Zivilcourage verhindert hatte, dass das vierte entführte Flugzeug sein Anschlagsziel erreichte.
Einige Musiker befassten sich mit den Folgen der Anschläge: so die Band Tomte mit ihrem Song New York oder die Eagles mit Hole In The World (2003). Die Gruppe Mono für Alle! setzt sich mit ihrem Lied 11. September kritisch mit dem Gedenken daran auseinander. Heads Will Roll von Pro-Pain beschreibt Rachegefühle und kritisiert die Entwicklung zum Irakkrieg. Der Techno-Musiker Chris Korda fügte in einem umstrittenen Musikvideo I Like To Watch Medienbilder von den Anschlägen mit pornografischen Filmausschnitten zusammen. Die Duisburger Hip-Hop-Band Die Bandbreite kritisiert mit ihrem Titel 9/11 Selbst gemacht die vorherige US-Politik. Schließlich thematisierte die Thrash-Metal-Band Slayer im Lied Jihad die Anschläge aus Sicht der Terroristen.
Der ungarische Komponist Robert Gulya, der in den Jahren 2000 bis 2002 in den USA lebte, schrieb im Herbst 2001, kurz nach den Anschlägen des 11. September, ein neues Gitarrenkonzert. Im ersten Satz dieses Konzerts wählte Gulya ein Thema, das an jenen Terroranschlag erinnert. Die Uraufführung dieses Werkes wurde gefilmt und auf der DVD Live in Budapest der österreichischen Gitarristin Johanna Beisteiner veröffentlicht.
Der deutsche Komponist Martin Christoph Redel schrieb 2002 Reflections on ‘Ground Zero’ für Violine und Klavier op. 52c, eine Meditation im Gedenken an die Opfer des Terroranschlags von New York.
Der bedeutende und esoterisch veranlagte Komponist Karlheinz Stockhausen sorgte kurz nach den Anschlägen mit seinen Aussagen für Aufregung. Stockhausen sagte in einer Pressekonferenz: „Also was da geschehen ist, ist natürlich – jetzt müssen Sie alle Ihr Gehirn umstellen – das größte Kunstwerk, was es je gegeben hat […].“ Er führte dazu aus:

„Daß also Geister in einem Akt etwas vollbringen, was wir in der Musik nie träumen könnten, daß Leute zehn Jahre üben wie verrückt, total fanatisch, für ein Konzert. Und dann sterben. [Zögert.] Und das ist das größte Kunstwerk, das es überhaupt gibt für den ganzen Kosmos. Stellen Sie sich das doch vor, was da passiert ist. Das sind also Leute, die sind so konzentriert auf dieses eine, auf die eine Aufführung, und dann werden fünftausend Leute in die Auferstehung gejagt. In einem Moment. Das könnte ich nicht. Dagegen sind wir gar nichts, also als Komponisten. […] Ein Verbrechen ist es deshalb, weil die Menschen nicht einverstanden waren. Die sind nicht in das Konzert gekommen. Das ist klar. Und es hat ihnen niemand angekündigt, ihr könntet dabei draufgehen.“

Stockhausens Sichtweise stieß in den Medien und der Öffentlichkeit überwiegend auf Unverständnis und Ablehnung. In einer am 19. September veröffentlichten Stellungnahme verteidigte er seine Äußerungen und verwies darauf, im Sinne seiner Opern-Figur Luzifer, des gefallenen Engels, gesprochen zu haben. Des Weiteren distanzierte sich Stockhausen von dem Terroranschlag und schrieb in der Erklärung, dass er die Opfer in seine Gebete einschließe.
Steve Reich schuf mit der Komposition WTC 9/11 (2009-10) ein 16-minütiges Werk für Streichquartett und zwei Quartette auf Tonband, geschrieben für das Kronos Quartet. Das dreisätzige Werk wird ohne Pause in durchgängigem Tempo gespielt; das Tonband enthält auch dokumentarisches Material zum Anschlag.
Das amerikanische Medienunternehmen Clear Channel Communications erstellte nach den Anschlägen für seine Radiosender das 2001 Clear Channel Memorandum, eine Liste mit Liedern, die nach ihrer Meinung während der Zeit des nationalen Gedenkens als unpassend angesehen wurden.

### Spielfilme, Thriller und Fernsehserien
- 11′09″01 – September 11, 2002, ARTE F. Eher ein Film über die Bedeutung und Wahrnehmung des 11. September weltweit. 11 Kurzfilme von elf Regisseuren aus verschiedenen Ländern.
- DC 9/11: Time of Crisis (Spielfilm, Kanada/USA, 2003, Regie: Brian Trenchard-Smith) über die politische Bearbeitung des 11. September durch den Präsidenten.
- Land of Plenty (2004, fiktiver Spielfilm von Wim Wenders über das allgemeine paranoide Gefühl der Bedrohung, das die Vereinigten Staaten spaltet, zwei Jahre nach den Anschlägen)
- Flug 93 (Spielfilm, USA, 2006, Regie: Paul Greengrass)
- The Path to 9/11 – Wege des Terrors (Spielfilm, USA, 2006, Regie: David L. Cunningham)
- World Trade Center (Spielfilm, USA, 2006, Regie: Oliver Stone)
- Die Liebe in mir (Spielfilm, 2007, Regie: Mike Binder): Hier wird der Verlust von Angehörigen durch die Anschläge thematisiert.
- Remember Me – Lebe den Augenblick (Spielfilm, 2010, Regie: Allen Coulter)
- Extrem laut & unglaublich nah (Spielfilm, 2011, Regie: Stephen Daldry): Hier wird der Verlust eines Angehörigen durch die Anschläge thematisiert.
- Harodim – Nichts als die Wahrheit? (Thriller, Österreich, 2012, Paul Finelli)
- The Looming Tower (Fernsehserie, USA 2018): Fiktionale Verfilmung des Sachbuchs von Lawrence Wright über die wachsende Bedrohung durch al-Qaida und die Ereignisse, die zu den Anschlägen vom 11. September führten.
- Die Welt wird eine andere sein (Spielfilm, 2021, Regie: Anne Zohra Berrached): Inspiriert von der Biografie des Attentäters Ziad Jarrah

Im Februar 2024 sind in der IMDb 554 Titel zu diesem Thema gelistet.

### Theater
The Mercy Seat (dt. Tag der Gnade) von Neil LaBute handelt von der fiktiven Geschichte eines verheirateten Mannes, der im World Trade Center gearbeitet hat, die Anschläge jedoch überlebte, weil er heimlich seine Geliebte getroffen hat. Das Stück, das am 12. September 2001 spielt, behandelt die Überlegungen der beiden, wie mit dieser Lüge umzugehen ist. Es wurde 2002 mit Liev Schreiber und Sigourney Weaver in der Regie des Autors am Broadway uraufgeführt, die Deutsche Erstaufführung erfolgte 2003 am Deutschen Theater Berlin. In dem vierstündigen Theaterstück Reich des Todes von Schriftsteller Rainald Goetz, das unter Regisseurin Karin Beier am 11. September 2020 am Deutschen Schauspielhaus in Hamburg seine Premiere feierte, wird der Anschlag auf das World Trade Center mit Einsatz von weißem Nebel nachgespielt.

### Roman
In seinem 2003 erschienenen Roman Windows on the World erzählt Frédéric Beigbeder minutiös von einem Vater und seinen zwei Söhnen, die sich während der Anschläge im Restaurant Windows on the World im Nordturm des World Trade Centers befinden.
Jonathan Safran Foers 2005 erschienener Roman Extrem laut und unglaublich nah erzählt die Geschichte eines traumatisierten neunjährigen Jungen, dessen Vater bei den Anschlägen ums Leben gekommen ist.
Der Protagonist von Don DeLillos 2007 erschienenem Roman Falling Man ist ein Überlebender der Anschläge. Leitmotivisch ziehen sich durch den Roman die Auftritte eines Performancekünstlers namens Falling Man, der an einem Seil hängend die berühmt gewordene Fotografie The Falling Man von Richard Drew nachstellt.
Der 2006 erschienene Roman Die Habenichtse von Katharina Hacker spielt vor dem Hintergrund der Terroranschläge und des beginnenden Irakkriegs. Im Roman Das Hohe Lied von Nell Zink, der 2019 in New York unter dem Originaltitel Doxology erschien, ist der Anschlag des 11. September ein die Handlung vorantreibender Bestandteil.

### Malerei und Bildhauerei
Nach den Terroranschlägen am 11. September 2001 gestaltete Eric Fischl die Werkreihe ten breaths mit Gouachen und Plastiken, die stürzende und abgestürzte Personen zeigen. Die Skulptur Tumbling Woman, die eine Frau im freien Fall darstellt, wurde in den USA kontrovers diskutiert. Die Werkreihe verarbeitet die Pressebilder von den Verzweifelten, die sich nach den Anschlägen aus den Fenstern der brennenden Türme vom World Trade Center in die Tiefe stürzten, um dem Feuertod zu entgehen.
Von Gerhard Richter wurde das Bild „September“ in Auseinandersetzung mit dem Ereignis angefertigt. Den Opfern der Terroranschläge vom 11. September 2001 und dem von 1993 ist das Kunstwerk To the Struggle Against World Terrorism gewidmet.

### Satire und Comedy
Mehr oder minder schwarzer Humor unter dem Motto Wo war King Kong, als wir ihn brauchten? sowie insbesondere online verbreitete Witze kamen bereits am Tag nach dem Anschlag auf. Sie haben auch Niederschlag in der volkskundlichen Forschung gefunden.